# Ungarn
Diese Seite wird im Sinne der Richtlinien für Begriffsklärungen auf der Diskussionsseite des Wikiprojektes Begriffsklärungsseiten diskutiert. Hilf mit, die Mängel zu beseitigen, und beteilige dich an der Diskussion!
Hinweise zur Überarbeitung: Formatvorlage und FAQ.
(+)
Ungarn (ungarisch Magyarországⓘ [ˈmɒɟɒrorsaːɡ]) ist ein Binnenstaat in Mitteleuropa mit rund 9,6 Millionen Einwohnern. Das im Pannonischen Becken gelegene und von der Donau durchflossene Land grenzt an die Slowakei und die Ukraine im Norden, Rumänien im Osten, Serbien und Kroatien im Süden sowie Slowenien und Österreich im Westen. Hauptstadt und größte Stadt ist Budapest; zu den weiteren Großstädten zählen Debrecen, Szeged, Miskolc, Pécs und Győr.
Als einer der ersten Ostblock-Staaten wurde Ungarn am 23. Oktober 1989 zur Demokratie und trat 1999 der NATO bei. Seit 2004 ist das Land Mitglied der Europäischen Union und bildet darin zusammen mit Polen, Tschechien und der Slowakei die Visegrád-Gruppe.
Seit Amtsantritt des rechtspopulistischen Ministerpräsidenten Viktor Orbán im Jahr 2010 wird das Land jedoch wieder zunehmend autoritär regiert. Daher leitete die Europäische Kommission im Jahre 2022 erstmals ein Rechtsstaatsverfahren gegen ein Mitgliedsland ein. Ebenso sprach das Europäische Parlament erstmals einem Mitgliedsland ab, eine Demokratie zu sein. Im selben Jahr blockierten die anderen EU-Staaten aus diesem Grund erstmals die Auszahlung von mehreren Milliarden Euro an ein Mitgliedsland.

## Landesname

### Herkunft
Die Eigenbezeichnung der Ungarn weicht stark von den ausländischen Namen für Ungarn ab. Der Begriff magyar (Aussprache /madjar/ von ung. magyar [ˈmɒɟɒr]; früher magyeri) taucht schon im 9. und 10. Jahrhundert in islamischen Quellen auf und ist wahrscheinlich ein Kompositum aus magy (< ugrisch *mańćε = „Mensch, Mann, Geschlecht“) und er(i) (ebenfalls „Mensch, Mann, Geschlecht“). Der Name bezeichnete anfangs nur einen von sieben halbnomadischen Stämmen, die im 9. sowie im beginnenden 10. Jahrhundert räuberische Überfälle in Europa (bis über die Pyrenäen) unternahmen. Diese Stämme hießen Megyer (Magyar), Tarján, Jenő, Kér, Keszi, Kürt-Gyarmat und Nyék; sie sind auch unter dem Stammesbundnamen hétmagyar bekannt. Gegen Ende des 10. Jahrhunderts ist es dem Stamm der Magyaren – das heißt den Nachkommen Árpáds – gelungen, die übrigen Stämme unter seiner Oberherrschaft zu vereinigen. Von da an kann von Magyaren gesprochen werden.
Der Name Ungarn gelangte vermutlich aus dem Slawischen in die anderen europäischen Sprachen. Das slawische Wort lässt sich auf die bolgarotürkische Stammesbezeichnung onogur (on = „zehn“ + ogur = „Stamm“) zurückführen, die die Verfasstheit des Stammesverbands vor der Landnahme wohl zutreffend wiedergibt. Mit den gleichnamigen Onoguren  sind die Ungarn nicht verwandt. Das „H-“ im lateinischen hungarus (und dadurch auch in manchen anderen Sprachen) entstand dadurch, dass der Name irrtümlicherweise mit den Hunnen (Hunni) gleichgesetzt wurde, auf welche die Ungarn ihre Herkunft zurückführen.

### Gebrauch des Namens

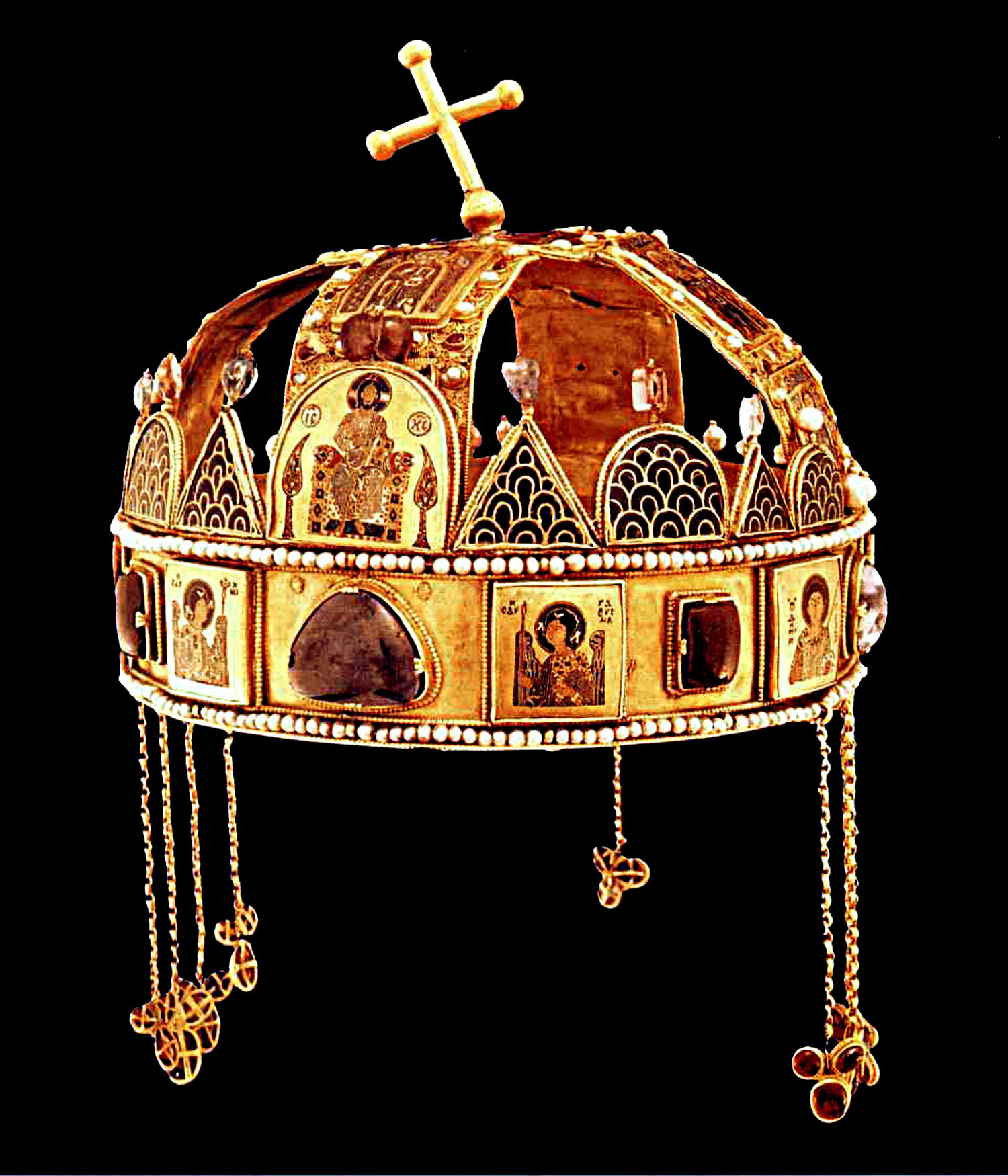
Stephanskrone

Das Königreich Ungarn, das in wechselnden Grenzen von 1001 bis 1946 bestand, heißt auf Ungarisch Magyar Királyság, da magyar im Ungarischen als Staatsbezeichnung und auch als Volksbezeichnung fungiert. Das heutige Ungarn heißt in der Landessprache Magyarország (deutsch: Ungarland). Von magyar wird im Deutschen das Adjektiv „magyarisch“ abgeleitet. In den meisten Sprachen der Welt – so auch im Deutschen – werden für das Land und seine Bewohner ebenfalls gleichlautende Bezeichnungen verwendet; sie stammen von dem lateinischen Begriff hungarus her. In Form der Landesbezeichnungen „Hungary“ und „Hongrie“ gelangte dieser Name beispielsweise auch ins Englische und Französische. Auf Rumänisch heißen das Königreich und die heutige Republik Regatul Ungariei beziehungsweise Republica Ungaria oder kurz Ungaria (Ungarn) und auf Ukrainisch Королівство Угорщина (Koroliwstwo Uhorschtschyna) oder kurz Угорщина (Uhorschtschyna).
Slowaken, Slowenen, Kroaten und Serben, die bis 1918 ganz oder teilweise im multiethnischen Ungarn lebten, unterscheiden dagegen bei der Staats- und Volksbezeichnung zwischen „ungarisch“ und „magyarisch“. Für den ungarischen Teil des einstigen Vielvölkerstaats Österreich-Ungarn werden Bezeichnungen verwendet, die auf hungarus beruhen: Uhorsko (slowakisch), Ogrska (slowenisch) und Ugarska/Угарска (kroatisch/serbisch). Für den nach dem Vertrag von Trianon 1920 entstandenen Staat lauten die Bezeichnungen hingegen, abgeleitet von dem ethnischen Begriff Magyaren Maďarsko (slowakisch), Madžarska (slowenisch) und Mađarska/Мађарска (kroatisch/serbisch).
Bis 2012 lautete die amtliche Vollform Republik Ungarn (ungarisch Magyar Köztársaság).

## Geographie

Allgemeine geographische Karte

Ungarn besteht aus 19 Komitaten und der Hauptstadt Budapest. Im Westen, an Österreich grenzend, liegen die Komitate Győr-Moson-Sopron und Vas, die landschaftlich besonders durch ihre Voralpenhügel gekennzeichnet sind. Etwas weiter im Osten, beim Plattensee, liegen die Komitate Veszprém, Somogy und Fejér und nördlich davon das Komitat Komárom-Esztergom. Diese Gegend ist vor allem wegen des Bakonygebirges bekannt. Weiter östlich befinden sich die Hauptstadt Budapest, mit dem umliegenden Komitat Pest und dem Komitat Bács-Kiskun im Süden. Dominiert wird diese Gegend vom Pilisgebirge und von der Donau.
Noch weiter östlich befinden sich die Komitate Heves, Jász-Nagykun-Szolnok und Csongrád-Csanád. Diese Gegend ist der Zwischenraum zwischen der Donau und der Theiß (ungarisch: Tisza). Im Süden der Region finden sich kleine Steppen. Im Norden befindet sich das Mátra-Gebirge mit dem höchsten Berg Ungarns, dem Kékes.
Am östlichen Rand des Landes befinden sich die Komitate Borsod-Abaúj-Zemplén, Szabolcs-Szatmár-Bereg, Hajdú-Bihar und Békés. Diese Gegend wird von der Puszta im Süden und dem Bükk in Borsod-Abaúj-Zemplén dominiert.
Die Außengrenze mit den sieben Nachbarstaaten ist 2246 Kilometer lang, davon 356 Kilometer mit Österreich, 679 Kilometer mit der Slowakei, 137 Kilometer mit der Ukraine, 453 Kilometer mit Rumänien, 164 Kilometer mit Serbien, 355 Kilometer mit Kroatien und 102 Kilometer mit Slowenien.

### Tiefebenen

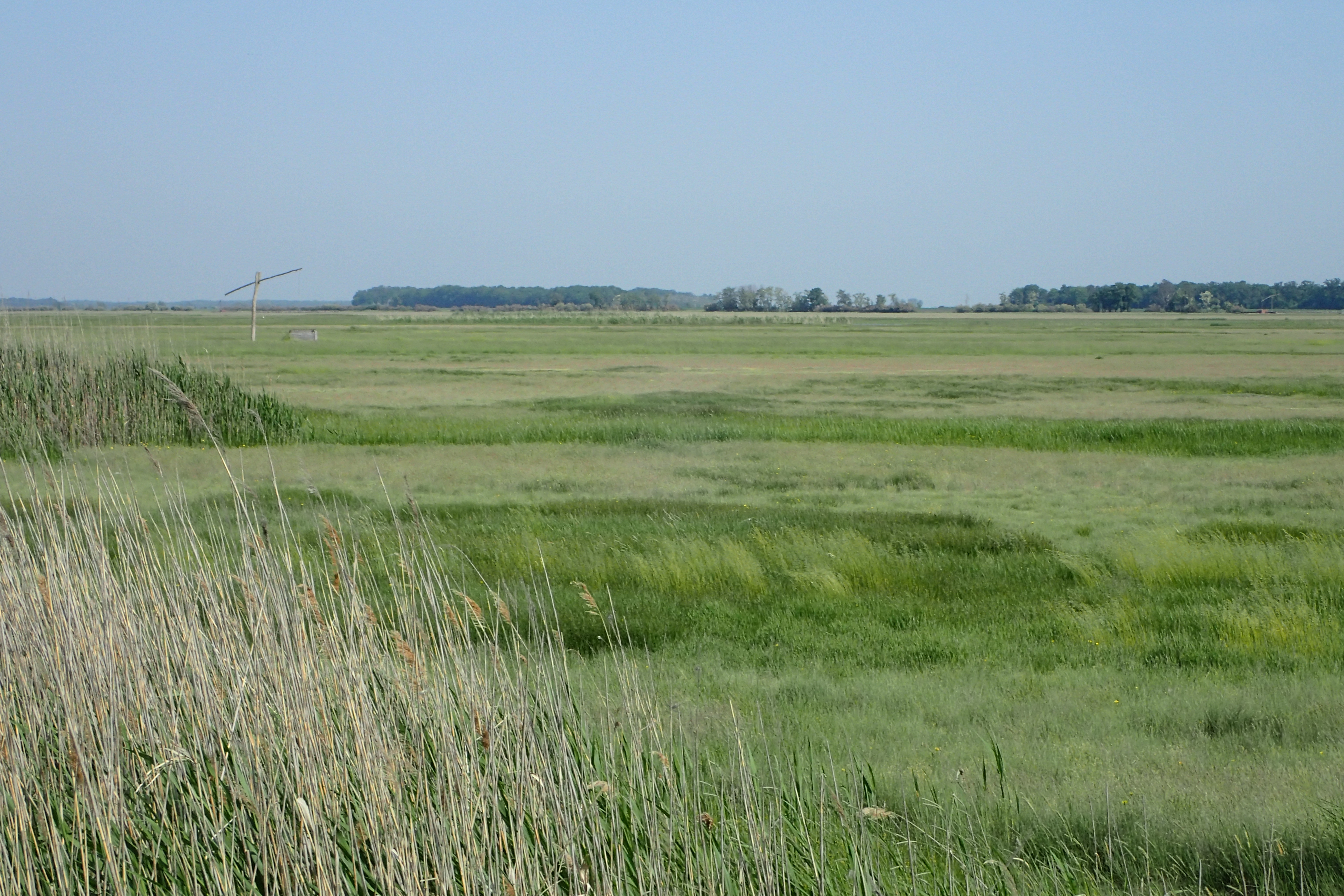
Nationalpark Hortobágy

Die Donau teilt Ungarn in das westliche Transdanubien mit der Kleinen Ungarischen Tiefebene (ungarisch Kisalföld) und in die von der Theiß durchflossene Große Ungarische Tiefebene (ungarisch Alföld) im zentralen und östlichen Teil des Landes. Die fruchtbare Kleine Ungarische Tiefebene im Nordwesten Ungarns besteht hauptsächlich aus dem Becken von Győr (Raab). Die abwechslungsreiche Landschaft wird bestimmt durch leicht welliges Terrain, kleine Hügel und zerschnittene Platten. Auf den fruchtbaren Lössböden kann dank des milden Klimas intensiv Landwirtschaft betrieben werden.
Die Große Ungarische Tiefebene nimmt nahezu die Hälfte des gesamten Staatsgebiets Ungarns ein. Sie ist mit in vorgeschichtlicher Zeit aufgeschütteten Geröllen und Sanden bedeckt. Entlang der Theiß ist sie von Auenlandschaften durchzogen und mit einzelnen Waldinseln durchsetzt. Die Trockenlegung der Auen und die Rodung der Wälder haben zur Versalzung der Böden geführt. So entstand die typische Puszta mit Ziehbrunnen, Einzelgehöften und extensiver Weidewirtschaft. Aufwändige Bewässerungsmaßnahmen ermöglichen den Anbau von Tabak, Mais und Sonnenblumen auf den fruchtbaren Böden. Der Nationalpark Hortobágy wurde geschaffen, um einen kleinen Teil der Puszta-Landschaft zu schützen.

### Gebirge

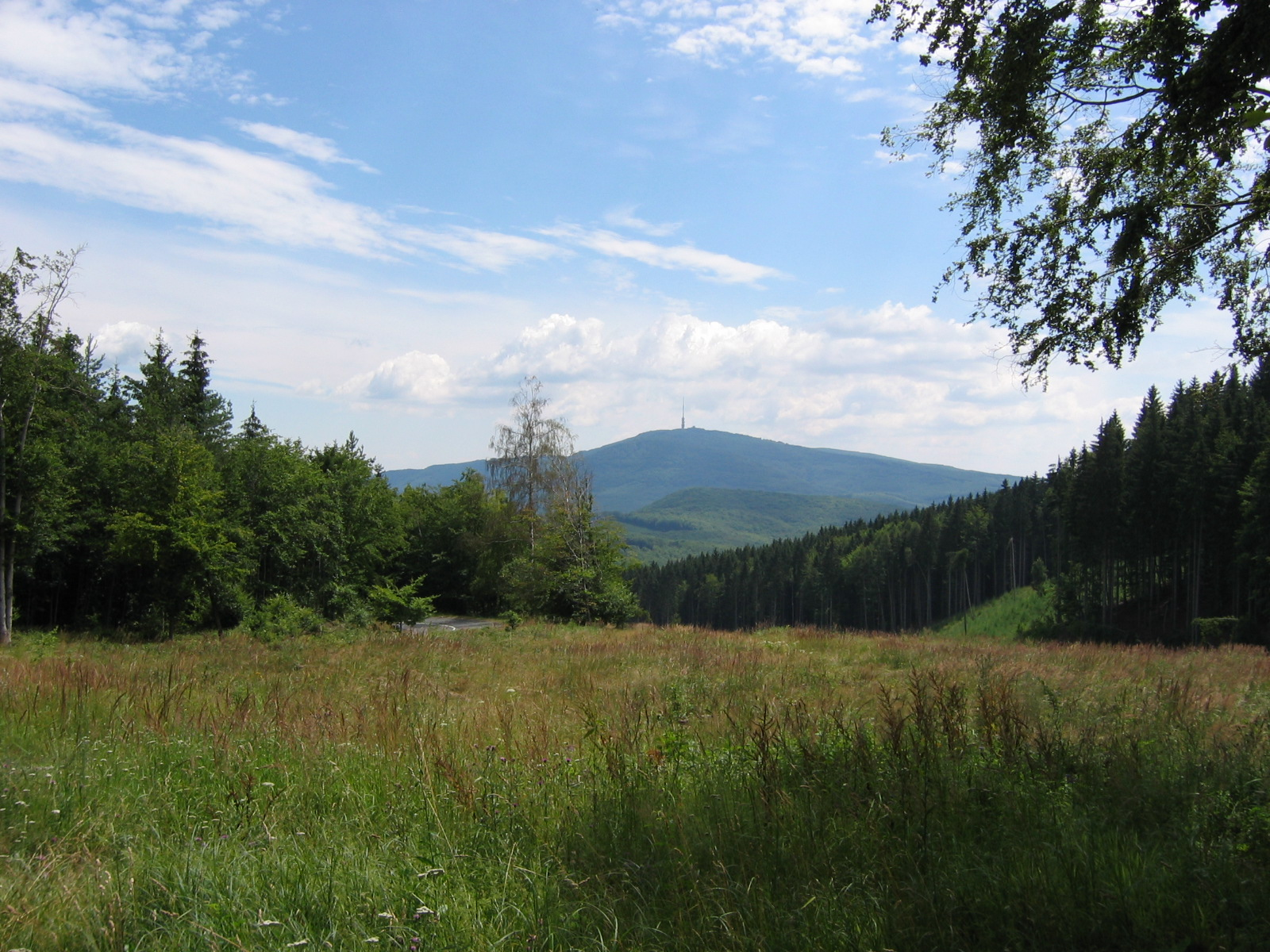
Der Kékes, Ungarns höchster Berg

Die ungarischen Mittelgebirge verlaufen vom Zemplén-Gebirge im Nordosten bis zum Bakonywald im Westen. Fast alle Mittelgebirge in Ungarn tragen in höheren Lagen dichten Laubwald. Die Hänge und Becken sind mit fruchtbaren Böden bedeckt, die Acker-, Obst- und Weinbau ermöglichen. Thermalquellen, die an den Rändern der Mittelgebirge auftreten, sind Zeugnisse eines vergangenen und lebhaften Vulkanismus. Dies bestätigen auch die vulkanischen Gesteine des Bakonywaldes und des Mátra-Gebirges im Norden. Bis auf diese Ausnahmen bestehen die sonstigen Mittelgebirge in Ungarn aus Dolomit und Kalkstein. Das bewaldete Mecsekgebirge im Südwesten nördlich von Pécs erhebt sich inselartig auf bis zu 682 m. Im Mátra-Gebirge liegt die mit 1014 m höchste Erhebung Ungarns, der Kékes.
Höhenverhältnisse:
- Größte Höhe: Kékes im Mátra-Gebirge, Komitat Heves, bis 1014 m.
- Niedrigster Landesteil: an der Theiß, im Komitat Csongrád-Csanád, 78 m.
- Etwa die Hälfte des Landes liegt tiefer als 130 m (Große Ungarische Tiefebene).

### Flüsse und Seen

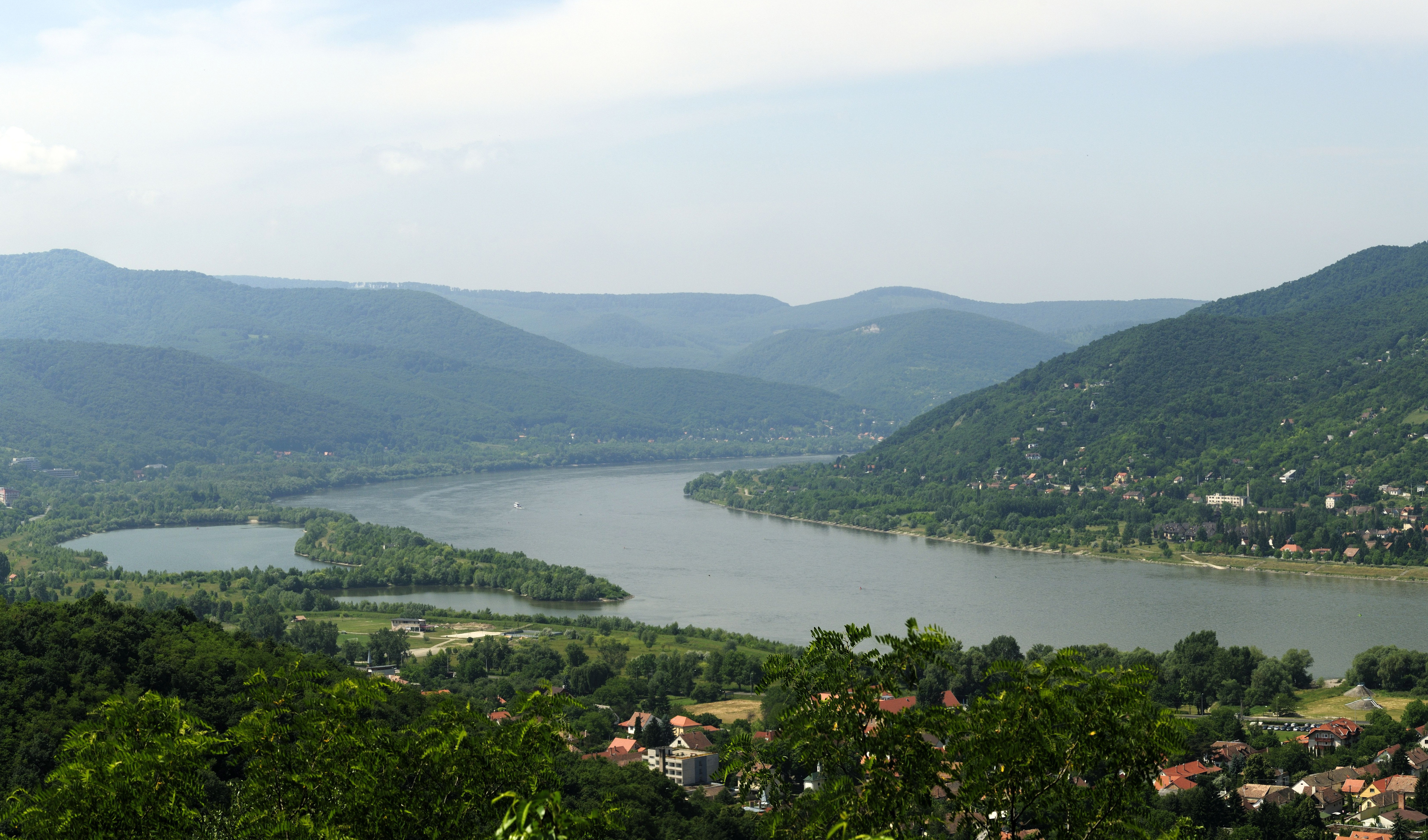
Donauknie bei Visegrád

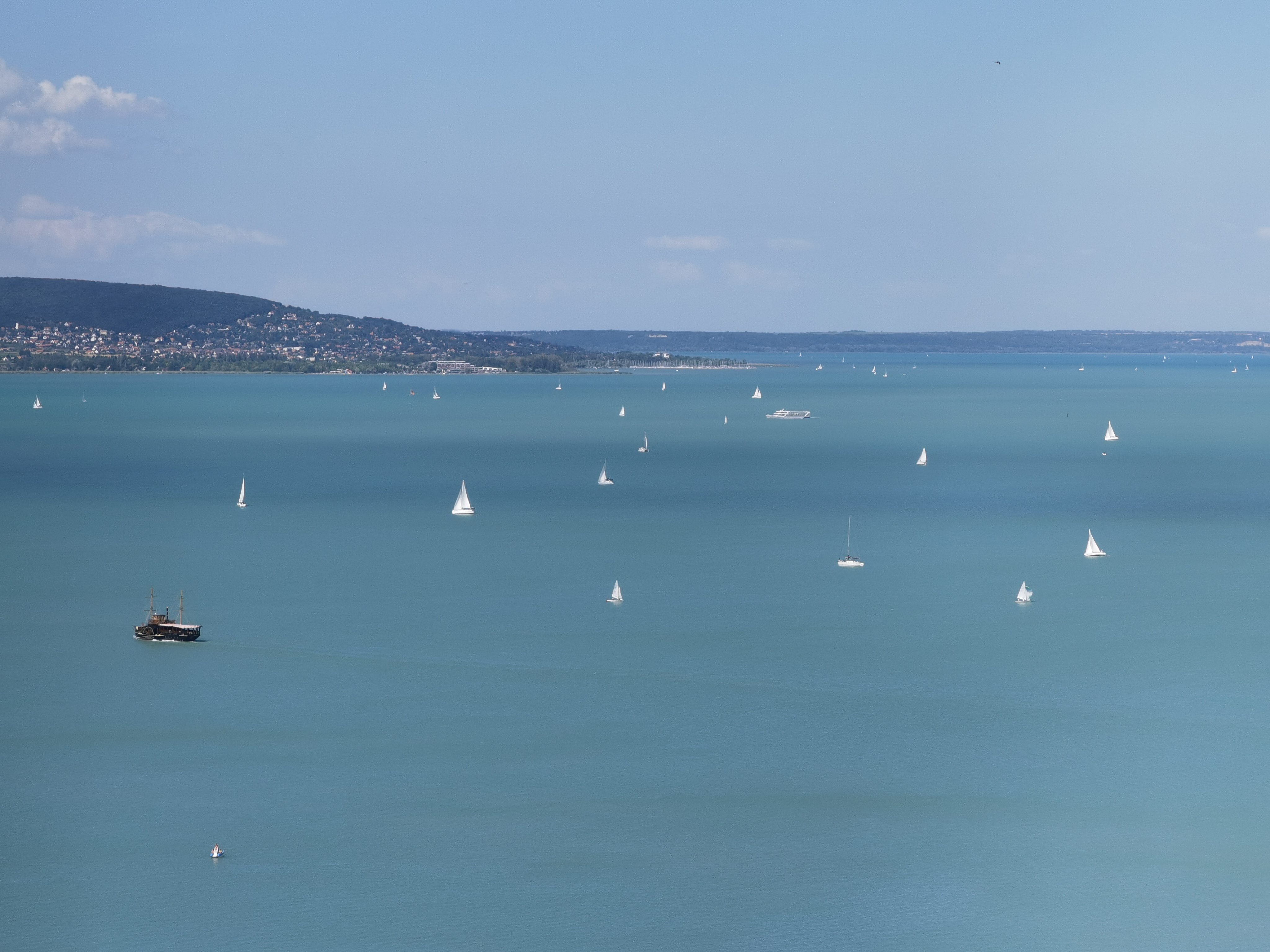
Blick über den Balaton

Der längste Fluss in Ungarn ist mit 597 Kilometer die Theiß (Tisza), die das Land im Nordosten aus der Ukraine kommend erreicht und im weiteren Verlauf östlich parallel zur Donau nach Süden fließt, um schließlich in Serbien in die Donau zu münden. Größere Städte an ihrem Lauf sind Tokaj, Tiszaújváros, Szolnok, Csongrád und Szeged. Der zweite Hauptfluss Ungarns ist mit 417 Kilometer die Donau (Duna), zu deren Einzugsgebiet das gesamte ungarische Staatsgebiet gehört. An ihrem Flusslauf liegen unter anderem die wichtigen Städte Komárom, Esztergom, die Hauptstadt Budapest, Dunaújváros, Baja und Mohács. Die Donau erreicht Ungarn im Nordwesten und fließt zunächst als Grenzfluss zur Slowakei in Richtung Osten. Nach dem Donauknie (Dunakanyar), einer 90°-Wendung des Flusses bei Visegrád, fließt sie von Norden nach Süden und verlässt Ungarn in Richtung Balkan, wo der Fluss zuerst als Grenze zwischen Kroatien und Serbien fungiert, ehe er quer durch Serbien in Richtung Rumänien weiterfließt. Weitere wichtige Flüsse in Ungarn sind die Kreisch (Körös), die Raab (Rába), die Zagyva, die Drau (Dráva; bildet über weite Strecken die Grenze zu Kroatien), der Sajó, die Eipel (Ipoly), die Zala, der Szamos, der Maros und der Bodrog. Fast alle genannten Flüsse entspringen außerhalb Ungarns: die Donau im Schwarzwald (Süddeutschland), die Theiß in der Ukraine, die Drau in Südtirol, Hernád und Sajó in der Slowakei, die Körös in Siebenbürgen (West-Rumänien), Mur und Raab in Österreich. Lediglich die Quellen von Zagyva und Zala befinden sich in Ungarn, wenn auch in unmittelbarer Grenznähe.
Der größte See in Ungarn ist der Plattensee (ungarisch Balaton) im hügeligen Westungarn. Er ist zugleich der größte See in Mitteleuropa. Der Plattensee ist neben der Hauptstadt Budapest das wichtigste Tourismusgebiet Ungarns, vor allem wegen seiner Strände und Thermalquellen. In seiner Nähe liegt der Velencer See (ungarisch Velencei-tó), ebenfalls ein beliebter Badesee mit einem bedeutenden Vogelschutzgebiet, der aber touristisch stark im Schatten des „großen Bruders“ Plattensee liegt. Westlich des Balaton liegt in Hévíz mit über vier Hektarn Fläche der größte Thermalsee Europas. Der Neusiedler See (ungarisch Fertő-tó) liegt zu 75 Prozent in Österreich, nur der südlichste Teil gehört zu Ungarn. Der Nationalpark Fertő-Hanság umfasst den ungarischen Teil des Sees sowie die Sümpfe im Süden und den Hanság und wurde 2001 zusammen mit dem österreichischen Nationalpark Neusiedler See-Seewinkel zum UNESCO-Welterbes ernannt. Der größte künstlich geschaffene See Ungarns ist der Theiß-See (ungarisch: Tisza-tó) in der Tiefebene im östlichen Teil des Landes.

### Klima

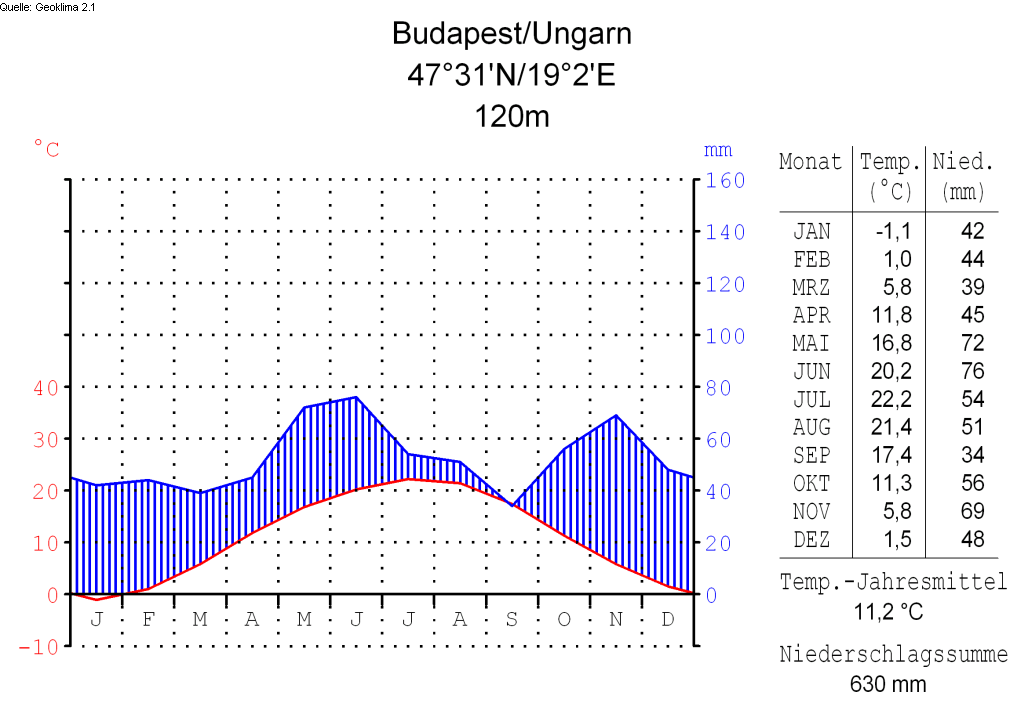
Klimadiagramm Budapest

Wegen der Binnenlage und der abschirmenden Wirkung der Gebirge hat Ungarn ein relativ trockenes Kontinentalklima mit kalten Wintern und warmen Sommern. Die Jahresmitteltemperatur beträgt im Großteil des Landes 10 bis 11 °C. Auf den Anhöhen des Bakonygebirges, an der westlichen Landesgrenze und im Nördlichen Ungarischen Mittelgebirge beträgt sie unter 8 °C. Die mittleren Temperaturen liegen im Januar zwischen −3 °C und −1 °C sowie im Juli zwischen +21 °C und +23 °C. Die tiefste offiziell in Ungarn gemessene Temperatur betrug −35 °C. Sie wurde am 16. Februar 1940 in Miskolc registriert. Die bisher höchste Temperatur wurde mit 41,9 °C am 20. Juli 2007 in Kiskunhalas gemessen.
Im Frühsommer sind zwischen Mai und Juli die ergiebigsten Niederschläge zu verzeichnen. Die mittlere Niederschlagsmenge beträgt im Westen auf Grund der vorherrschenden Regen bringenden Westwinde rund 800 Millimeter, während in den östlichen Landesteilen in trockenen Jahren 500 Millimeter unterschritten werden können. Die Niederschlagsmenge nimmt generell von Westen nach Osten ab.

### Flora und Fauna

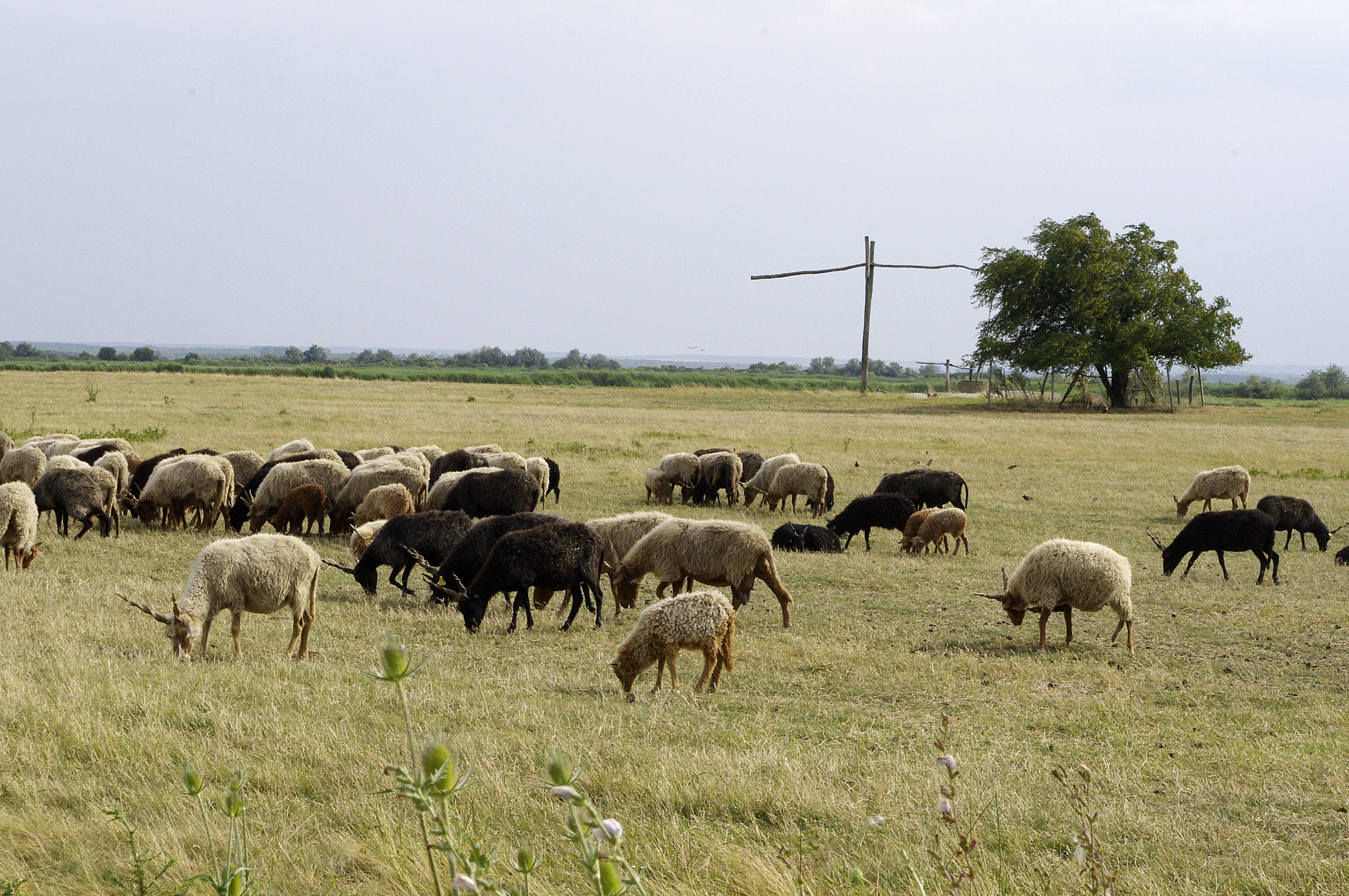
Zackelschafe

In Ungarn sind etwa 45.000 Tierarten und 2.200 Pflanzenarten beheimatet. Vereinzelt gibt es nord-, ost- und südeuropäische Arten, die Mehrheit wird von mitteleuropäischen Arten gebildet. 855 Tierarten und 535 Pflanzenarten stehen unter Schutz. Seltene, geschützte Blumen sind beispielsweise die mediterrane Nieswurz, die wilde Pfingstrose im Hügelland vom Mecsek und die ungarische Windblume in der Nyírség-Gegend. Wildschweine, Hirsche, Rehe und Füchse sind ebenfalls in den ungarischen Wäldern beheimatet. Auf den landwirtschaftlichen Landflächen und im Tiefland leben vor allem Hasen, Fasane, Rebhühner und Wachteln. Im Frühling ziehen riesige Vogelschwärme von Süden nach Norden. Zu ihnen gehören Schwalben und Störche, die in Afrika den Winter verbringen. Geschützte Vogelarten sind beispielsweise der Stelzenläufer, die Trappe, die vor allem in der südlichen Tiefebene verbreitet ist, und der Säbelschnäbler. Die ungarischen Flüsse und Seen sind sehr fischreich. Beheimatet sind Brassen, Karpfen und Hechte. Aale und Amuren wurden aus fremden Seen und Flüssen übergesiedelt und leben mittlerweile zahlreich in ungarischen Gewässern. Auf einer Gesamtfläche von 816.008 Hektar gibt es neun Nationalparks, 38 Landschaftsschutzgebiete und 142 Naturschutzgebiete.

### Größte Städte
Im Jahr 2023 lebten 73 Prozent der Einwohner Ungarns in Städten. Die mit Abstand größte Stadt ist die Hauptstadt Budapest, auf die etwa 18 % der Bevölkerung Ungarns entfällt. Folgende Tabelle zeigt die Einwohnerzahlen der zehn größten Städte mitsamt ihrer Agglomerationen (Stand: 1. Januar 2021).
|       | Stadt          | Einwohner     | Einwohner |
| Stadt | Stadt          | Agglomeration |           |
| ----- | -------------- | ------------- | --------- |
| 1     | Budapest       | 1.706.851     | 2.609.247 |
| 2     | Debrecen       | 0199.725      | 0265.481  |
| 3     | Szeged         | 0157.372      | 0202.101  |
| 4     | Miskolc        | 0147.480      | 0237.180  |
| 5     | Pécs           | 0138.420      | 0175.377  |
| 6     | Győr           | 0132.111      | 0245.197  |
| 7     | Nyíregyháza    | 0115.521      | 0145.618  |
| 8     | Kecskemét      | 0108.817      | 0131.984  |
| 9     | Székesfehérvár | 094.893       | 0165.450  |
| 10    | Szombathely    | 077.970       | 0118.683  |

## Bevölkerung

### Demografie
Ungarn hatte 2024 rund 9,6 Millionen Einwohner. Die Einwohnerzahl sank 2023 um 0,6 %. Zum Bevölkerungsrückgang trug ein Sterbeüberschuss (Geburtenziffer: 9,3 pro 1000 Einwohner vs. Sterbeziffer: 14,2 pro 1000 Einwohner) bei. Die Anzahl der Geburten pro Frau lag 2022 statistisch bei 1,5 und entsprach damit dem Wert der Europäischen Union. Die Lebenserwartung der Einwohner Ungarns ab der Geburt lag 2022 bei 76 Jahren (Frauen: 79,5, Männer: 72,7). Der Median des Alters der Bevölkerung lag im Jahr 2021 bei 42,7 Jahren. Im Jahr 2023 waren 14,4 Prozent der Bevölkerung unter 15 Jahre, während der Anteil der über 64-Jährigen 19,7 Prozent der Bevölkerung betrug.

### Bevölkerungsstruktur
Die weitaus größte Volksgruppe sind die Magyaren, die laut der Volkszählung von 2001 92,3 % der Bevölkerung ausmachen.
Als größte der ethnischen Minderheiten in Ungarn gelten die Roma (vgl. Roma in Ungarn). Laut einer Volkszählung sind es etwa 2 % der Gesamtbevölkerung; laut anderen Schätzungen sind es deutlich mehr.
Wichtige Volksgruppen sind Ungarndeutsche (unter anderem Donauschwaben) (0,6 %), Slowaken (0,2 %) und Kroaten (0,15 %). Alle anderen Ethnien sind laut dieser Statistik mit weniger als 10.000 Personen vertreten. Zahlenmäßig folgen Rumänen, Ukrainer, Serben, Slowenen und Wenden, Polen, Griechen, Bulgaren, Russinen und Armenier. Weitere Auswahlmöglichkeiten waren nicht vorhanden. Über 27.000 Personen gaben „Unbekannt“ an. Über fünf Prozent der Befragten beantworteten die Frage nicht.
Außerhalb Ungarns leben im Karpatenbecken etwa 2,4 Millionen Magyaren. Ihre Siedlungsgebiete liegen auf Grund des Vertrages von Trianon als Folge des Ersten Weltkrieges jenseits der heutigen Staatsgrenzen. Dies führt noch heute gelegentlich zu politischen Verstimmungen zwischen den Nachbarländern und Ungarn.
Im Jahre 2017 waren 5,2 % der Bevölkerung im Ausland geboren. Häufigste Herkunftsländer waren Rumänien (210.000 Personen), die Ukraine (50.000) und Serbien (40.000). In allen drei Ländern leben große ungarische Minderheiten.

### Religionen

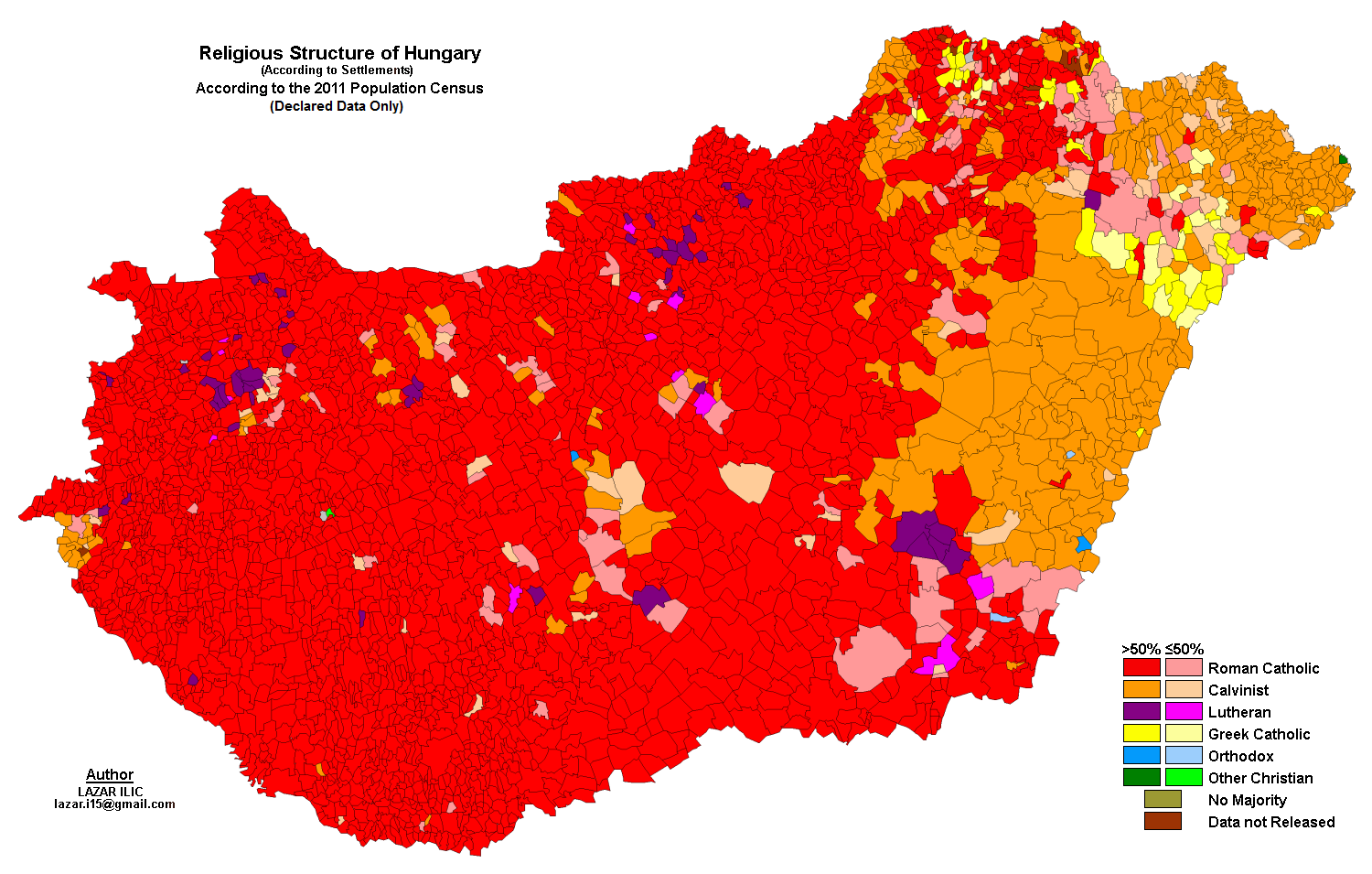
Konfessionszugehörigkeit nach Zensus 2011: rot: römisch-katholisch, orange: calvinistisch, violett: lutheranisch, gelb: griechisch-katholisch, blau: orthodox

Die Gedanken-, Gewissens- und Religionsfreiheit in Ungarn wird durch Artikel VII des Ungarischen Grundgesetzes garantiert. Gleichzeitig enthält dessen Präambel eine Erklärung, in der das Ungarische Volk die Rolle des Christentums bei der Erhaltung der Nation anerkennt. Durch das Selbstbestimmungsrecht sind Staat und Kirche voneinander getrennt. Es gibt in Ungarn keine Kirchenmitgliedschaft im eigentlichen Sinne, und auch keine Kirchensteuer. Allerdings besteht die Möglichkeit, ein Prozent der Einkommensteuer einer Religionsgemeinschaft zuzuweisen. Von dieser Möglichkeit hat 2008 zugunsten der katholischen Kirche eine halbe Million Steuerzahler Gebrauch gemacht. Danach folgen die Reformierten mit 160.000 und die Lutheraner mit 50.000 Steuerzahlern. Auf Platz vier liegt die Krishna-Bewegung (11.000), auf Platz fünf folgen die jüdischen Gemeinden (5.000).
Im Rahmen der Volkszählung 2011 bekannten sich 39 Prozent der Bevölkerung zur römisch-katholischen und zur ungarischen griechisch-katholischen Kirche. 11,6 Prozent der Bevölkerung waren Calvinisten, 2,2 Prozent Lutheraner. Vor dem Holocaust lebten rund 800.000 Juden in Ungarn. Von den heute in Ungarn lebenden Juden bekannten sich bei der letzten Volkszählung knapp 11.000 zum jüdischen Glauben. 18,2 Prozent der Bevölkerung sagten, dass sie konfessionslos oder Atheisten seien. 27,2 Prozent machten keine Angaben.
Eine repräsentative Umfrage im Auftrag der Europäischen Kommission im Rahmen des Eurobarometers ergab 2020, dass für 30 Prozent der Menschen in Ungarn Religion wichtig ist, für 35 Prozent ist sie weder wichtig noch unwichtig und für 35 Prozent ist sie unwichtig.

### Sprachen

Kenntnisse und Verbreitung der ungarischen Sprache in Ungarn und seinen Nachbarländern

Ungarisch ist Amtssprache in Ungarn und wird von 99,58 % der Bevölkerung gesprochen. Sie gehört nicht, wie die meisten im mitteleuropäischen Raum gesprochenen Sprachen, zur indogermanischen Sprachfamilie, sondern zum finno-ugrischen Zweig der uralischen Sprachen, und ist entfernt verwandt mit der estnischen und der finnischen Sprache. Das Ungarische ist eine agglutinierende Sprache, grammatikalische Beziehungen werden durch Suffixe ausgedrückt. Besonders komplex ist das Kasussystem des Ungarischen. In der Linguistik variiert die Zahl der Kasus aufgrund der Endsuffixe zwischen 18 und 27. Das Alphabet besteht aus 40 lateinischen Buchstaben, zu denen auch acht Digraphen (cs, dz, gy, ly, ny, sz, ty, zs) und ein Trigraph (dzs) als eigene Buchstaben zählen. Q, W, X und Y zählen zur erweiterten Variante des Alphabets. Sie finden sich in der ungarischen Sprache nur als Teil von Fremdwörtern oder Namen. Die Dialekte des Ungarischen unterscheiden sich weniger stark voneinander als etwa die deutschen Dialekte. Aus der Zeit der Herrschaft der Habsburger (1699 bis 1867 und 1918) in Ungarn stammt der Einfluss der deutschen Sprache. Neben Ungarisch sind die Sprachen der Minderheiten verbreitet, siehe hierzu den Artikel Ethnische Gruppen in Ungarn.
Während 1910 der Anteil der ungarischsprachigen Bevölkerung 54,5 % betrug, ist Ungarn nach dem Vertrag von Trianon (1920) und der weitgehenden Vertreibung der Ungarndeutschen nach dem Zweiten Weltkrieg heute sprachlich homogen. Jedoch leben seit 1920 große Ungarisch sprechende Minderheiten außerhalb des Staatsgebiets. 2012 gaben bei einer Eurobarometer-Umfrage 35 % an, in mindestens einer Fremdsprache ein Gespräch führen zu können, als beherrschte Fremdsprache wurden am häufigsten Englisch (20 %), Deutsch (18 %), Französisch (3 %) und Russisch (3 %) genannt.

### Bildung

#### Schulsystem

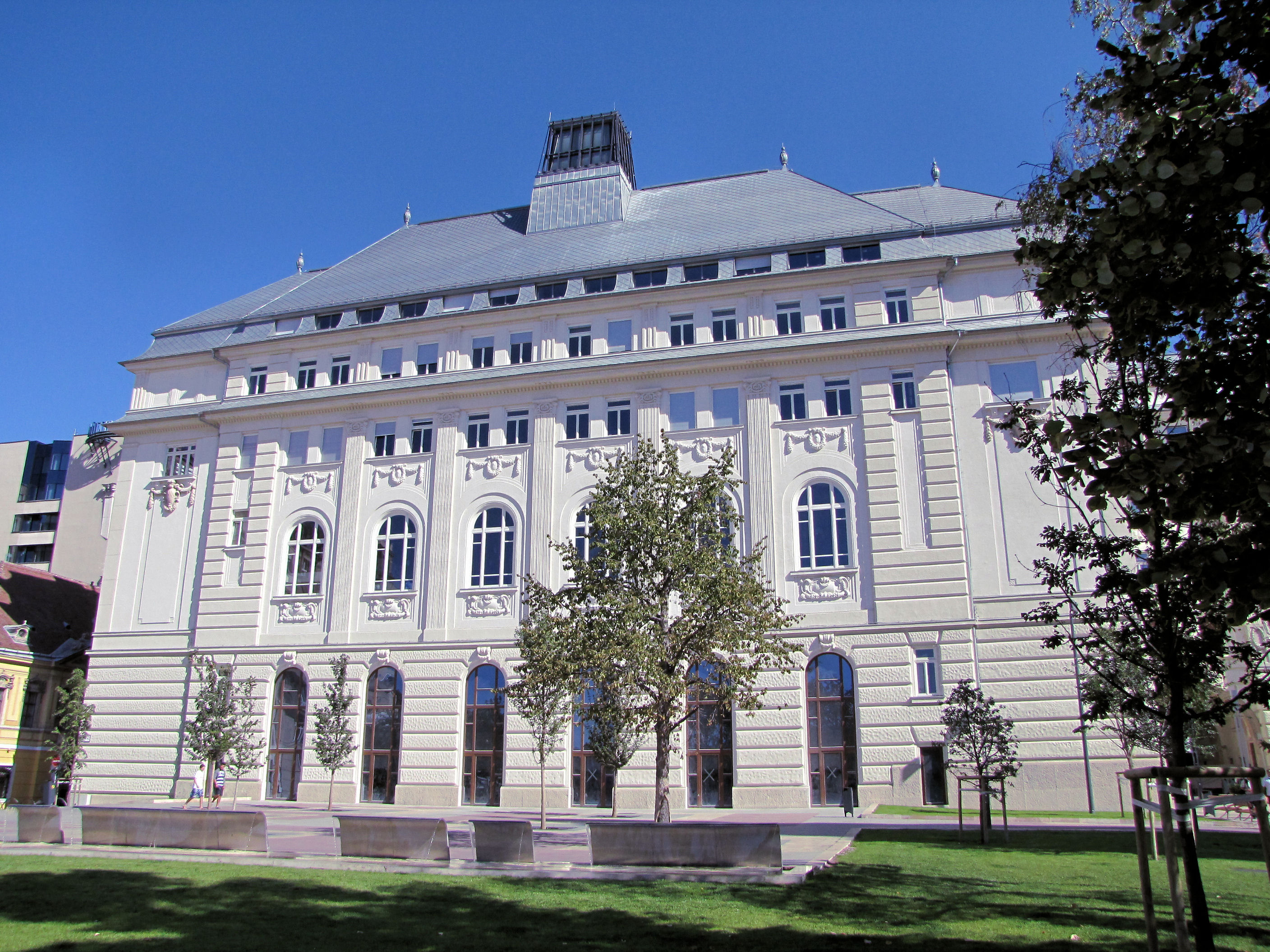
Piaristengymnasium in Budapest

Es gibt nach der achtjährigen Grundschule das vierjährige Gymnasium, daneben auch sechs- und achtjährige Gymnasien. In der Berufsbildung wird eine duale Ausbildung angeboten. Daneben gibt es das Technikum, in dem zusätzlich eine spezielle Hochschulreife erworben wird. Die Anzahl der bilingualen Grundschulen und Gymnasien wächst ständig. Im sonst sehr auf Budapest zentrierten Ungarn wächst die Zahl der zweisprachigen Schulen auch auf dem Lande. Es gibt neue Schulen für Minderheiten, zum Beispiel das Gandhi-Gymnasium in Pécs, das talentierten Roma-Kindern die Möglichkeit bietet, die Reifeprüfung abzulegen.
Die Prüfungen zum Abitur werden im ganzen Land einheitlich und zentralisiert abgehalten. Seit 2005 gibt es die Möglichkeit, eine Art „Leistungsmatura“ in einigen Fächern abzulegen, die gleichzeitig als Aufnahmeprüfung für die Universität gilt. Der Erwerb der Hochschulreife ermöglicht ein Studium an Universitäten und Fachhochschulen. Für viele Studienzweige gelten Zugangsbeschränkungen, es gibt Aufnahmeprüfungen, und auch die Leistungen in der Mittelschule oder die Sprachkenntnisse können bei der Aufnahme entscheidend sein. Allerdings gibt es auch Studienrichtungen, die ohne Aufnahmeprüfung belegt werden können, wenn die beträchtlichen Kosten selber getragen werden.

#### Universität
Die bekannteste Universität in Ungarn ist die Eötvös-Loránd-Universität in Budapest. Die medizinische Ausbildung in Ungarn genießt international einen sehr guten Ruf. Die Semmelweis-Universität ist hierbei als humanmedizinische Universität weltweit bekannt. Sie bietet, wie die Universitäten von Pécs und Szeged die medizinische Ausbildung in ungarischer, deutscher und englischer Sprache an. Weiterhin existiert seit 2001 die Andrássy Universität in Budapest als einzige komplett deutschsprachige Universität außerhalb des deutschen Sprachraumes in Mitteleuropa. Die Anzahl der privaten und konfessionellen Universitäten wächst ständig. Private Universitäten verlangen hohe Studiengebühren. Auch ein Zweitstudium oder PhD-Programm an einer öffentlichen Universität oder Hochschule muss teilweise von den Studierenden finanziert werden.

## Geschichte

### 9. bis 15. Jahrhundert

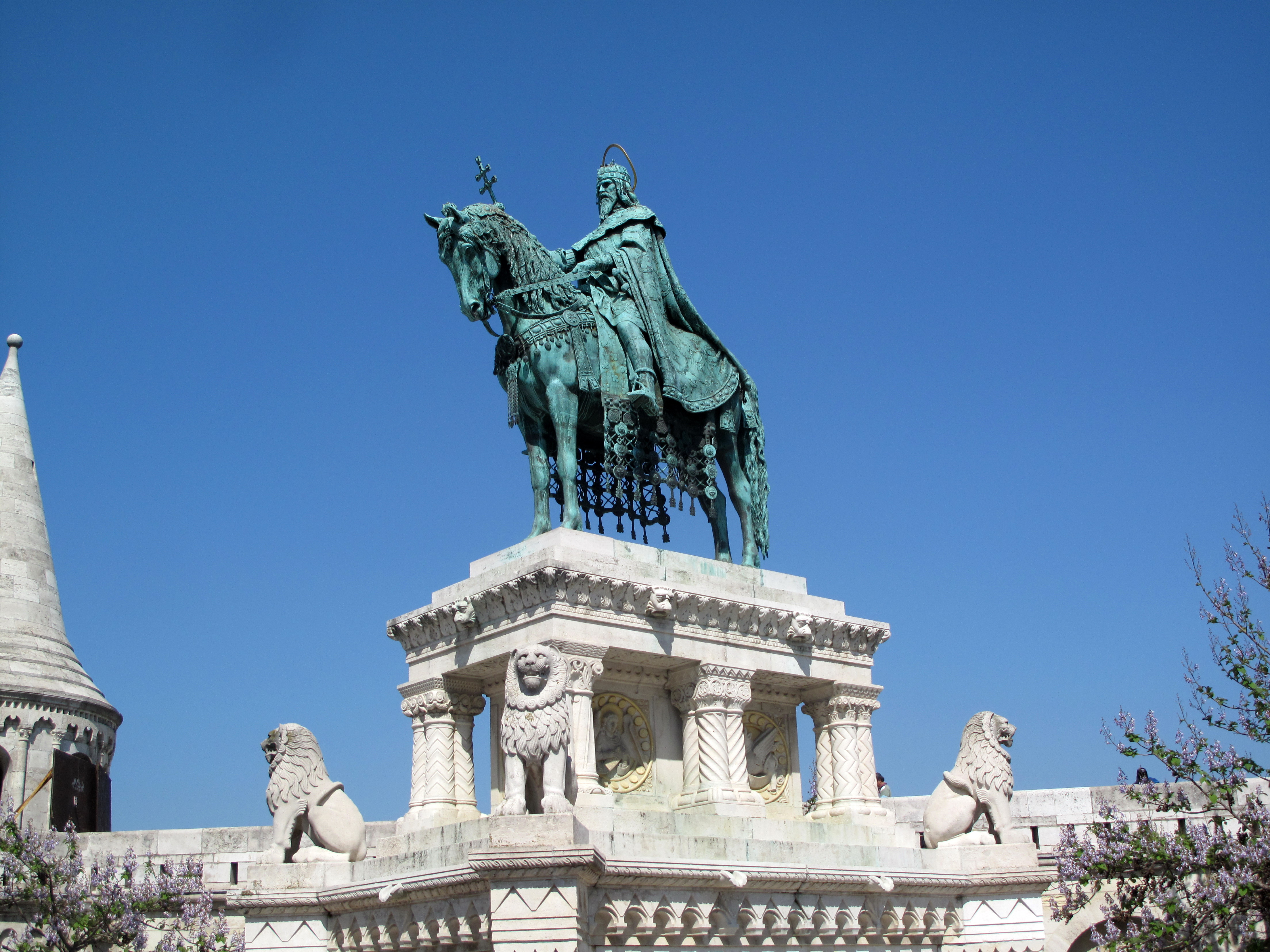
Statue König Stephans I. an der Fischerbastei in Budapest

Die Magyaren wanderten, angeführt von dem Großfürsten Árpád, Ende des 9. Jahrhunderts, angeblich im Jahr 896 in das Karpatenbecken ein und führten Raubzüge durch ganz Europa. Diese wurden von Árpáds Nachfolgern erfolgreich weitergeführt, bis 955 Otto I. die Angriffe der Ungarn durch einen vernichtenden Sieg auf dem Lechfeld zurückschlagen konnte. Das Königreich Ungarn wurde am 20. August 1000 von Stephan I. gegründet, der das Land gegen den erbitterten Widerstand des alten Adels nach karolingischem Vorbild gestaltete (Begründung des bis heute bestehenden Komitatswesens).
Im „Mongolensturm“, wie die Angriffe der Goldenen Horde der Mongolen unter dem Heerführer Batu Khan in den Jahren 1241 und 1242 bezeichnet werden, wurde das Land verwüstet und in weiten Teilen entvölkert; 50 % der Bevölkerung Ungarns kam dabei ums Leben. König Béla IV. rief für die Neubesiedlung Siedler aus dem Heiligen Römischen Reich (Schwaben) ins Land, die sich in der Folgezeit teilweise magyarisierten.
Im Jahr 1301 starb Andreas III., der letzte Herrscher des Hauses Árpád. 1370–1386 und 1440–1444 wurde Ungarn von den Anjou und Jagiellonen in Personalunion mit Polen regiert.
In der Folgezeit hatte Ungarn nur noch einen ungarischen König, Matthias Corvinus, der das Land von 1458 bis 1490 regierte. Unter dem hochgebildeten Matthias stieg Ungarn zur politischen Großmacht und zu einem Zentrum der Renaissancekultur sowie des Humanismus auf. Als Renaissancefürst zog er Gelehrte und Künstler aus Italien an seinen Hof, gründete die Universität in Pressburg (Pozsony, heute Bratislava) und die Bibliothek Corvina in Ofen (Budapest); sein Großreich zerfiel nach seinem Tod.
Zwischen 1490 und 1526 regierten die polnisch-litauischen Jagiellonen Ungarn und Böhmen in Personalunion.

### 16. bis 19. Jahrhundert
Das Ende der Unabhängigkeit Ungarns kam um die Mitte des 16. Jahrhunderts mit den Eroberungen durch das Osmanische Reich. Am 29. August 1526 besiegte Sultan Süleyman I. bei Mohács König Ludwig II. von Böhmen und Ungarn, der auf der Flucht ertrank. Der größte Teil Ungarns geriet unter türkische Herrschaft, wobei die nicht eroberten Teile entweder in Kontinuität des ungarischen Königtums als Königliches Ungarn unter habsburgische Herrschaft kamen (darunter der Westen Oberungarns) oder von Ungarn getrennt und als Fürstentum Siebenbürgen unter osmanische Oberhoheit gestellt wurden.
Nach 145 Jahren türkischer Besetzung Ungarns fiel Buda nach der zweiten Belagerung im Jahr 1686 und die Habsburger eroberten nunmehr ganz Ungarn. Die Ungarn missbilligten aber deren harte Herrschaft, so dass es von 1703 bis 1711 zum Kuruzenaufstand unter Fürst Franz II. Rákóczi kam, einem Adeligen aus Siebenbürgen.
Da die Spannungen zwischen dem ungarischen Adel und dem Wiener Hof nicht beseitigt werden konnten, entluden sie sich (nach scheinbar einvernehmlichen Verhandlungen und Zugeständnissen des Kaisers gegenüber den Ungarn) in der Revolution von 1848/49, die mit Hilfe Russlands (mit Berufung auf die „Heilige Allianz“) blutig niedergeschlagen wurde, was das Klima in der Monarchie dauerhaft verschlechterte.
Nach anhaltenden Unruhen im Land wurde Ungarn durch den österreichisch-ungarischen Ausgleich von 1867 gleichberechtigter Teil der Doppelmonarchie Österreich-Ungarn. Franz Joseph I. nannte sich nun gleichrangig Apostolischer König von Ungarn (er ließ sich nun in Buda krönen) und Kaiser von Österreich (bis dahin war der ungarische Königstitel dem Kaisertitel untergeordnet). Diese Personalunion, de jure begründet durch die Pragmatische Sanktion, wurde durch gleichlautende österreichische und ungarische Grundgesetze, Außenpolitik und Armee sowie deren Finanzierung betreffend, zur Realunion. Eine freiwillige Zoll- und Handelsunion folgte, die Gulden-, später Kronenwährung blieb gemeinsam (Oesterreichisch-ungarische Bank). Führend am Erfolg des Ausgleichs für die ungarische Seite beteiligt waren Ferenc Deák und Graf Gyula Andrássy. Zur ungarischen „Reichshälfte“ (wie man im kaiserlichen Österreich gern sagte; Ungarn wollte den Begriff Reich für die Doppelmonarchie nicht) gehörten die Länder des Königreichs Kroatien und Slawonien (im Wesentlichen der heutige Staat Kroatien ohne Dalmatien), die Vojvodina, ein großer Teil Rumäniens (Siebenbürgen im weiteren Sinne und der heute rumänische Teil des Banats) sowie kleine Teile Polens und der Ukraine (Karpatenukraine). In der Folge kam es zu einem bedeutenden wirtschaftlichen Aufschwung des Landes und besonders seiner Hauptstadt, der nicht zuletzt in den Millenniumsfeiern der magyarischen Landnahme und der Budapester Millenniumsausstellung 1896 zum Ausdruck kam.
Allerdings war der Vielvölkerstaat Königreich Ungarn durch innere Spannungen (Selbstständigkeitsbestrebungen der nichtmagyarischen Völker, Nationalitätenkonflikte im Zuge der Magyarisierungspolitik) gekennzeichnet. Die führende Rolle bei der Industrialisierung hatten zwar vielfach Repräsentanten von Minderheiten (Deutschösterreicher und Juden) inne, die eher zur freiwilligen Magyarisierung neigten, für die slawische und rumänische Bevölkerung der ungarischen Reichshälfte galt dies aber nicht. Dies begünstigte die Zerschlagung des heterogenen Staatsgebildes nach dem verlorenen Ersten Weltkrieg. Die Entscheidungen der Siegermächte führten dazu, dass in der Tschechoslowakei (heute in der Slowakei), in Rumänien und im Königreich der Serben, Kroaten und Slowenen (heute vor allem in Serbien) aufgrund des Vertrages von Trianon ungarische Minderheiten leben. Allerdings verblieben auch slowakische, rumänische und deutsche Minderheiten in Ungarn.

### Von 1918 bis 1945
Ungarn erklärte am 31. Oktober 1918 den Austritt aus der Realunion mit Österreich und rief die magyarischen Truppen von der italienischen Front zurück. Damit war die k. u. k. Monarchie aufgelöst. Auf dringende Forderungen ungarischer Spitzenpolitiker erklärte König Karl IV. am 13. November 1918 auf Schloss Eckartsau (Niederösterreich) seinen Verzicht auf jeden Anteil an den ungarischen Staatsgeschäften, so wie er dies als Kaiser Karl I. zwei Tage zuvor für Österreich erklärt hatte. Eine formelle Abdankung erfolgte jedoch nicht.
Ministerpräsident Mihály Károlyi rief am 16. November 1918 die demokratische Republik Ungarn aus, im Januar 1919 wurde er zum ersten Präsidenten des Landes gewählt. Die sozialen Missstände infolge des verlorenen Krieges hielten jedoch an. Nach der friedlichen Bürgerrevolution von 1918 setzte die Regierung der neuen Republik das Volksgesetz Nummer 1 in Kraft, das zum ersten Mal in der ungarischen Geschichte ein gleiches Wahlrecht für beide Geschlechter garantierte, das über Parteilisten ausgeübt wurde. Es wurden aber keine Wahlen auf dieser Basis abgehalten. Der konservative Flügel der nationalistischen Bewegung stürzte den Ministerpräsidenten Mihály Károlyi in einer Gegenrevolution, und das Frauenwahlrecht wurde wieder abgeschafft.
Nach Károlyis Rücktritt am 21. März 1919 übernahmen die Kommunisten unter der Führung Béla Kuns die Macht und gründeten die Ungarische Räterepublik. Das nachrevolutionäre Wahlgesetz vom November 1919, das in der Regierungsverordnung 5985/1919/ME enthalten war, garantierte dann wieder ein stufenweise ausgeweitetes Wahlrecht. Dennoch waren die Wahlen von 1920 erschüttert von Einschüchterung und Korruption. Frauen und Männer über 24 hatten das Wahlrecht, wenn sie seit sechs Jahren die ungarische Staatsangehörigkeit hatten und schon mindestens sechs Monate in Ungarn wohnten. Das Wahlrecht der Frauen war auf die Frauen beschränkt, die lesen und schreiben konnten. Männer waren von der Altersbeschränkung ausgenommen, wenn sie mindestens zwölf Wochen Militärdienst an der Front geleistet hatten. 1922 folgte ein ernster Rückschlag: Eine Wahlrechtsreform erhöhte das Wahlalter für Frauen auf 30. Eine bestimmte Schulbildung wurde zur Voraussetzung: Vier Jahre Grundschule für Männer und sechs für Frauen (vier, wenn sie mindestens drei Kinder hatten oder ihr eigenes Einkommen und Haushaltsvorstände waren).
Zur Rückerlangung der nach dem Ersten Weltkrieg verlorenen Gebiete (Siebenbürgen, Slowakei) ging Ungarn militärisch gegen seine Nachbarländer vor. Im Ungarisch-Rumänischen Krieg geriet die ungarische „Rote Armee“ jedoch schnell in die Defensive. Mit der Besetzung weiter Teile des Landes durch rumänische Truppen brach die sozialistische Republik am 1. August 1919 zusammen, Béla Kun musste fliehen. Eine bedeutende Anzahl kommunistischer oder radikal linker Schriftsteller, bildender Künstler und weiterer Intellektueller emigrierte, u. a. Georg Lukács und Ernö Kallai.

Nach dem Ende der Räterepublik scheiterte zunächst Erzherzog Joseph August von Österreich, vom 7. August bis 23. August Reichsverweser, mit dem Versuch einer Regierungsbildung an der ablehnenden Haltung der Alliierten. Schließlich zog der ehemalige k. u. k. Admiral Miklós Horthy, der zuvor in Szeged eine konservative Gegenregierung zu den Kommunisten gebildet hatte, am 16. November 1919 mit seinen Truppen in Budapest ein.
Von der Nationalversammlung zum Reichsverweser gewählt, führte Horthy am 1. März 1920 die Monarchie formal wieder ein, blieb in der Folge jedoch faktisches Staatsoberhaupt. Karl IV. versuchte von seinem Exil in der Schweiz aus zweimal, die Herrschaft in Ungarn wieder zu übernehmen; beide Male verweigerte Horthy jedoch die Übergabe der Macht. Die Restauration der habsburgischen Monarchie wurde Ungarn im Zuge der Friedensverhandlungen (Pariser Vorortverträge) verboten (Vertrag von Trianon). Am 6. November 1921 beschloss der Reichstag im sogenannten Dethronisationsgesetz die formelle Absetzung der Dynastie Habsburg-Lothringen. Die Regierung erkannte daraufhin den Friedensvertrag von Trianon an, nach dessen Bedingungen Ungarn zwei Drittel seines Staatsgebiets an die Tschechoslowakei, Rumänien, den südslawischen Staat und Österreich abtreten musste. Die meisten nun abgetretenen Gebiete hatten sich schon 1918/1919 von Ungarn getrennt und waren den neuen Nachfolgestaaten der Donaumonarchie beigetreten oder von ihnen in Besitz genommen worden; das spätere Burgenland kam aber erst im Herbst 1921 zu Österreich.
Ungarn näherte sich ab 1933 unter Ministerpräsident Gyula Gömbös aufgrund wirtschaftlicher Krisen und revisionistischer Propaganda politisch immer mehr dem NS-Staat an. In den von NS-Deutschland diktierten Wiener Schiedssprüchen erhielt Ungarn 1938 die ungarisch bewohnte Südslowakei (entlang der Donau) und 1940 einen beträchtlichen Teil Siebenbürgens (von Rumänien) zurück. Durch den Balkanfeldzug (1941) fiel zudem das Übermurgebiet an Ungarn. Jedes dieser Gebiete musste 1945 jedoch wieder aufgegeben werden. Als Gegenleistung trat Horthy am 27. Juni 1941 auf Seiten der Achsenmächte in den Krieg gegen die Sowjetunion ein, musste jedoch aufgrund unzureichender Ausrüstung schwere Verluste hinnehmen. Man nahm Verbindung mit den Westalliierten auf, die jedoch auf Moskau verwiesen. Als diese Kontakte den Deutschen bekannt wurden, besetzten sie ab Mitte März 1944 im Unternehmen Margarethe das Land und setzten eine Kollaborationsregierung unter Döme Sztójay ein, die sofort mit der Deportation der jüdischen Bevölkerung begann. Über 200.000 der auf dem Staatsgebiet von 1937 lebenden ungarischer Juden kamen in Konzentrations- und Vernichtungslagern ums Leben. Weitere über 200.000 Opfer stammten aus den Gebieten, die Ungarn nach den Wiener Schiedssprüchen besetzt hatte. Nach der Kapitulation Rumäniens entschloss sich Horthy am 28. September 1944, eine Abordnung mit einem Kapitulationsangebot an Moskau zu entsenden, die Verhandlungen führten am 15. Oktober zur Proklamation des Waffenstillstandes im Rundfunk. Nach der Festnahme Horthys im Herbst 1944 wurde die Kriegsbeteiligung unter der faschistischen Bewegung der Pfeilkreuzler von Ferenc Szálasi fortgesetzt. Für Ungarn endeten die Kampfhandlungen des Zweiten Weltkriegs mit dem Kampf um Ungarn und der Besetzung des Landes durch die Rote Armee, welche bis zum 4. April 1945 abgeschlossen war.

### Ostblock, Ungarnaufstand und Wende
Ungarn kam auf Grund des Vertrages von Jalta unter sowjetischen Einfluss. 1945 wurde das uneingeschränkte Wahlrecht wiederhergestellt. Bei der freien Parlamentswahl im November 1945 errang die Kleinlandwirtepartei 57 % der Stimmen, die Kommunisten lagen mit 17 % knapp hinter den Sozialdemokraten auf Platz 3. Auf sowjetischen Druck wurden die Kommunisten dennoch in die Regierung aufgenommen und rissen bis 1949 schrittweise die Macht an sich, das Land wurde dem Kommunismus nach sowjetischem Vorbild unterworfen. 1948 wurde die Sozialdemokratische Partei Ungarns mit den Kommunisten zwangsvereinigt zur Partei der Ungarischen Werktätigen (MDP), die 1956 durch die Ungarische Sozialistische Arbeiterpartei (MSZMP) ersetzt wurde. Am 20. August 1949 wurde eine Verfassung nach sowjetischem Vorbild beschlossen. Bis 1953 verfolgte Ungarn unter Mátyás Rákosi einen stalinistischen Kurs.
Am 23. Oktober 1956 kam es zu einem Volksaufstand, in dessen Verlauf Imre Nagy, der bereits von 1953 bis 1955 Ministerpräsident gewesen war, erneut dieses Amt erlangte. Er bildete eine Mehrparteienregierung und forderte die parlamentarische Demokratie sowie die Neutralität Ungarns. Der Aufstand wurde jedoch durch die sowjetische Armee blutig niedergeschlagen. Viele Ungarn verließen daraufhin das Land und emigrierten nach Westeuropa oder Nordamerika. Nagy wurde hingerichtet (seine Asche wurde erst 1989 feierlich in Ungarn beigesetzt). János Kádár, bis dahin stellvertretender Ministerpräsident, wurde Generalsekretär der Ungarischen Sozialistischen Arbeiterpartei sowie Ministerpräsident. Den anfänglichen Repressionen gegen die Beteiligten des Aufstandes folgten in den Jahren zwischen 1959 und 1963 Amnestien, die zu Freilassungen führten. 1968 beteiligte sich Ungarn am Einmarsch der Warschauer-Pakt-Staaten in die ČSSR, wodurch der Prager Frühling gewaltsam beendet wurde.
Seit den 1960er Jahren erlaubte Kádár, der bis 1988 Generalsekretär der Ungarischen Sozialistischen Arbeiterpartei und von 1956 bis 1958 sowie von 1961 bis 1968 auch Ministerpräsident war, gewisse Liberalisierungen im politischen, wirtschaftlichen und kulturellen Bereich, die unter dem Begriff „Gulaschkommunismus“ bekannt wurden. 1987/1988 bildeten sich Oppositionsgruppen, die den friedlichen Systemwechsel vorantrieben und die Legitimität der sowjetischen (faktisch russischen) Vorherrschaft in Frage stellten (erwähnt sei Imre Pozsgay, der im Amt eines Staatsministers öffentlich der Doktrin von der „Konterrevolution von 1956“, widersprach).
1988 trat der nun schon greise Kádár unter dem Druck der Verhältnisse auf einem Sonderparteitag der Staatspartei USAP zurück, Nachfolger wurde Károly Grósz. Auch in der kommunistischen USAP gab es oppositionelle Stimmen, die freie Wahlen und den Abzug der sowjetischen Truppen forderten. Dies leitete die Grenzöffnung nach Österreich, den Abbau der Grenzanlagen und damit die Zerschneidung des Eisernen Vorhangs ein. Bereits am 2. Mai 1989 begannen ungarische Grenzsoldaten mit der Demontage des Grenzzaunes. Am 27. Juni 1989 durchtrennte Gyula Horn, der ungarische Außenminister, zusammen mit seinem österreichischen Amtskollegen Alois Mock in einer symbolischen Aktion den Stacheldraht an der Grenze zwischen Österreich (Klingenbach) und Ungarn (Sopron). Bis August 1989 lieferte Ungarn gefasste Fluchtwillige grundsätzlich an die DDR aus. Ab dem 11. September 1989 erlaubte Ungarn auch DDR-Bürgern offiziell die Ausreise nach Österreich.
Ungarn hatte entscheidenden Anteil an den Revolutionen im Jahr 1989 in den ehemaligen Ostblockstaaten und damit auch an der friedlichen Revolution in der DDR, die den Weg zur Wiedervereinigung Deutschlands ebnete.

### Geschichte seit 1989
Nach 1989/90 wurde Ungarn (politisch gesehen) Teil des westlichen Staatensystems.
Nach dem Fall des Eisernen Vorhangs 1989/90 wurde auch das ungarische Staatswesen erneuert. Am 23. Oktober 1989, dem Jahrestag des Ungarischen Volksaufstands von 1956, wurde die Republik Ungarn ausgerufen, und eine modifizierte Version der sozialistischen Verfassung von 1949 trat in Kraft. Vorbild dieser geänderten Fassung war unter anderem das deutsche Grundgesetz. Die Regierung ist dem Parlament verantwortlich, für die Regierungstätigkeit trägt der Ministerpräsident Verantwortung. Um eine möglichst große Stabilität der Regierung zu gewährleisten, wurde die Institution des konstruktiven Misstrauensvotums geschaffen. Im März 1990 fanden die ersten freien Parlamentswahlen Ungarns seit 1947 statt.
Das ungarische Parlament ist ein Einkammerparlament. Es wählt den Präsidenten der Republik, den Ministerpräsidenten, die Mitglieder des Verfassungsgerichts, den Ombudsmann der Minderheiten, den Präsidenten des Obersten Gerichts und den Generalstaatsanwalt. Die Macht des auf fünf Jahre gewählten Präsidenten ist gering.
Die ungarische Politik war seit der Einführung freier und geheimer Wahlen bis 2010 von häufigen Mehrheitswechseln geprägt.
Nach der Wahl 1990 regierte bis 1994 eine konservative Koalitionsregierung aus MDF, FKgP und KDNP. Ministerpräsident war zunächst József Antall, nach dessen Tod im Dezember 1993 Péter Boross. Die Regierungskoalition erlitt bei der Wahl im Mai 1994 eine schwere Niederlage, während die aus der ehemaligen kommunistischen Einheitspartei hervorgegangenen Sozialisten (MSZP) aufgrund des Wahlsystems mit 33 % der Stimmen die absolute Mehrheit der Mandate erzielten. Neuer Ministerpräsident wurde Gyula Horn, der trotz der absoluten Mehrheit seiner Partei mit den Linksliberalen (SzDSz) koalierte. Die Wahl 1998 brachte einen erneuten Machtwechsel. Fidesz, bis dahin eine kleine Partei, wurde stärkste Fraktion. Viktor Orbán wurde erstmals Ministerpräsident. Er stand bis zur überraschenden knappen Wahlniederlage 2002 einer Koalition aus Fidesz, MDP und der während der Wahlperiode zerfallenden FKgP vor.
Im März 1999 wurde Ungarn Mitglied der NATO, nachdem das Parlament am 9. Februar mit überwältigender Mehrheit für einen Beitritt gestimmt hatte. Das Land gehörte damit zu den ersten Staaten des früheren Ostblocks, die der Allianz beitraten.
Nach den Wahlen 2002 übernahm wieder die MSZP zusammen mit dem SzDSz die Regierungsverantwortung. Der neue Ministerpräsident Ferenc Gyurcsány, der seit dem 29. September 2004 amtierte, war Nachfolger von Péter Medgyessy, der nach Versuchen der Regierungsumstrukturierung zurückgetreten war.
Am 1. Mai 2004 trat Ungarn der Europäischen Union bei, nachdem sich in einem Referendum eine Zustimmung vom 83,8 % ergab.
Die Regierung von MSZP und SzDSz wurde bei den Parlamentswahlen vom 9. und 23. April 2006 wiedergewählt. Damit schaffte es eine Regierung erstmals, im Amt zu bleiben.
Im September 2006 wurden Details über eine Rede (Őszöder Rede) publik, die Gyurcsány nach der Parlamentswahl im Mai vor seiner Fraktion gehalten hatte. In dieser Rede sprach Gyurcsány davon, dass die Regierung in den vergangenen Jahren nur gelogen habe, um den wahren Zustand der Staatsfinanzen zu verschleiern. Mit dieser Rede wollte Gyurcsány seine Partei dazu bringen, die von ihm geplanten Konsolidierungsmaßnahmen mitzutragen (Mehrwertsteuererhöhung, Praxisgebühr, Entlassungen im öffentlichen Dienst). Im September und Oktober 2006 kam es vor allem in Budapest wiederholt zu gewalttätigen Ausschreitungen, die auch die Feierlichkeiten zum 50. Jahrestag des Volksaufstands von 1956 überschatteten. Gyurcsány bot am 21. März 2009 seinen Rücktritt an. Eine Minderheitsregierung aus Sozialisten und parteilosen Fachleuten wurde daraufhin im April 2009 unter dem parteilosen vormaligen Wirtschaftsminister Gordon Bajnai gebildet, die vom Szabad Demokraták Szövetsége toleriert wurde.
Bei der Parlamentswahl 2010 erhielt das Wahlbündnis aus Fidesz und KDNP 263 der 386 Mandate und verfügte damit über eine für Verfassungsänderungen nötige Zweidrittelmehrheit. Am 29. Mai 2010 wählte das neue Parlament Viktor Orbán zum neuen Ministerpräsidenten. Am 18. April 2011 wurde mit den Stimmen der Regierungsparteien die zum 1. Januar 2012 in Kraft getretene neue Verfassung verabschiedet, das Grundgesetz Ungarns. Als Grundlagen der Nation bekennt sich das Grundgesetz in seiner Präambel unter anderem zu Gott, Krone (Stephanskrone) und Vaterland, Christentum, Familie und Nationalstolz. Der offizielle Staatsname wurde von Republik Ungarn (Magyar Köztársaság) in Ungarn (Magyarország) geändert. Die Staatsform Ungarns wird in Artikel B der Verfassung jedoch weiterhin als Republik bezeichnet, die Regierungsform ist parlamentarisch.
Bei den Parlamentswahlen 2014, 2018 und 2022 gewann Fidesz im Bündnis mit der KDNP bei geändertem Wahlrecht jeweils knapp eine Zweidrittelmehrheit.
Das Land wurde während der Flüchtlingskrise in Europa 2015/2016 zur Zwischenstation einer großen Wanderbewegung von Flüchtlingen und Migranten. Diese versuchten, von Griechenland kommend, auf diversen als Balkanroute bekannt gewordenen Strecken nach Westeuropa zu gelangen. Die Regierung ließ einen Grenzzaun an den südlichen Landesgrenzen errichten und verschärfte ihre Migrations- und Flüchtlingspolitik. Seit 2018 ist Ungarn Beobachter in der Organisation der Turkstaaten.

## Politik

### Politisches System
Ungarn ist laut Grundgesetz eine parlamentarische Demokratie. Staatsoberhaupt ist der Präsident der Republik (ung. Köztársasági elnök), der hauptsächlich repräsentative Funktionen hat. Er wird vom Parlament (ung. Országgyűlés) gewählt und hat eine Amtszeit von fünf Jahren. Die Exekutive im Land übt die Regierung Ungarns mit dem Ministerpräsidenten (ung. Miniszterelnök) als Regierungschef an der Spitze aus. Die Ungarische Regierung ist dem Parlament verantwortlich. Vorsitzender des Parlaments ist der Parlamentspräsident (ung. Országgyűlés elnöke), der aus der Mitte der Parlamentsmitglieder gewählt wird.
Am 1. Januar 2012 trat eine neue Verfassung in Kraft, die bereits 2013 reformiert wurde. Sie löste die 1989 reformierte Verfassung von 1949 ab. Der Staatsaufbau wurde nicht wesentlich verändert. Die neue Verfassung und die Reform 2013 stießen im In- und Ausland auf erhebliche Kritik, auch seitens der EU. Kritisiert wurden unter anderem die Präambel, eine Beschneidung der Befugnisse des Verfassungsgerichts und die Befugnisse des neu geschaffenen Haushaltsrates.
Im Zuge der COVID-19-Pandemie in Ungarn verabschiedete das ungarische Parlament am 30. März 2020 ein Gesetz, wonach die Regierung für die Dauer der Gefahrenlage zum Erlass von Dekreten und zur Aussetzung von Grundrechten und Gesetzen befugt wurde, Wahlen und Volksabstimmungen sollten nicht stattfinden. Ein Enddatum war nicht vorgesehen. Am 16. Juni 2020 beschloss das Parlament, den stark umstrittenen Notstand aufzuheben, der zum 18. Juni 2020 außer Kraft gesetzt wurde. Gleichzeitig beschloss das Parlament ein Durchführungsgesetz, das es der Regierung erlaubt, wieder zu Verordnungen zurückzukehren, um auf eine eventuelle Verschlechterung der Situation reagieren zu können. Kritiker bemängeln daran, dass sich Orbán über die Hintertür weiterhin Vollmachten zu sichern trachtet.
Nach einem Jahrzehnt der Fidesz-KDNP-Führung unter der Leitung von Viktor Orbán stufte der Bericht „Nations in Transit 2020“ des Freedom House Ungarn von einer Demokratie in ein Übergangs- oder Hybridregime ab. Dem Bericht zufolge „hat das rechte Bündnis … die Rechtsstaatlichkeit in Ungarn allmählich untergraben und eine strenge Kontrolle über die unabhängigen Institutionen des Landes eingeführt … [das rechte Bündnis] hat die ungarische Verfassung stetig umgeschrieben und demokratische Schutzmechanismen, die im Verfassungsgericht, der Staatsanwaltschaft, der Medienbehörde und dem staatlichen Rechnungshof gesetzlich verankert sind, abgeschafft …“. Es beschränkte auch die parlamentarische Kontrolle, unabhängige Medien, Nichtregierungsorganisationen und Wissenschaftler und festigte gleichzeitig die Macht um die Zentralregierung.

### Parlament und Parteien
Das Parlament hat eine Kammer und besteht seit 2014 aus 199 Mitgliedern, zuvor waren es 386. Die Abgeordneten werden für vier Jahre gewählt. Zu einer vorzeitigen Neuwahl kam es seit 1990 nicht. Das Wahlsystem ist eine Mischung aus Mehrheits- und Verhältniswahl. Für die Verteilung der Listensitze gilt eine Fünfprozenthürde. Das im Dezember 2011 verabschiedete neue Wahlgesetz verstärkte die Begünstigung großer Parteien.
Bei der Parlamentswahl vom April 2014 erreichten die Regierungsparteien Fidesz von Ministerpräsident Viktor Orbán und KDNP zusammen 133 der 199 Sitze im Parlament und damit nach 2010 erneut die für Verfassungsänderungen notwendige Zweidrittelmehrheit. Dieselbe Sitzzahl errangen sie bei der Parlamentswahl am 8. April 2018 und konnten bei den Wahlen 2022 mit insgesamt 135 Sitzen zum vierten Mal in Folge die Zweidrittelmehrheit erreichen.
Für die Bildung einer Fraktion sind fünf Abgeordnete erforderlich. Im Ungarischen Parlament sind 2022 folgende Parteien mit einer Fraktion vertreten:
| Partei | Partei                                                                     | Ausrichtung                                               | Vorsitz                              | Sitze | Position   |
| ------ | -------------------------------------------------------------------------- | --------------------------------------------------------- | ------------------------------------ | ----- | ---------- |
|        | Fidesz – Magyar Polgári Szövetség (Fidesz) Fidesz – Ungarischer Bürgerbund | Nationalkonservatismus, Rechtspopulismus                  | Viktor Orbán                         | 116   | Regierung  |
|        | Kereszténydemokrata Néppárt (KDNP) Christlich-Demokratische Volkspartei    | Christdemokratie, Gesellschaftspolitischer Konservatismus | Zsolt Semjén                         | 19    | Regierung  |
|        | Demokratikus Koalíció (DK) Demokratische Koalition                         | Sozialliberalismus                                        | Ferenc Gyurcsány                     | 14    | Opposition |
|        | Magyar Szocialista Párt (MSZP) Ungarische Sozialistische Partei            | Sozialdemokratie                                          | Bertalan Tóth und Ágnes Kunhalmi     | 10    | Opposition |
|        | Momentum Mozgalom (MM) Momentum-Bewegung                                   | Liberalismus, Konservatismus                              | Anna Donáth                          | 10    | Opposition |
|        | Jobbik Magyarországért Mozgalom (Jobbik) Bewegung für ein besseres Ungarn  | Konservatismus, Rechtsextremismus                         | Péter Jakab                          | 8     | Opposition |
|        | Mi Hazánk Mozgalom (Mi Hazánk) Unsere-Heimat-Bewegung                      | Rechtsextremismus, Ultranationalismus                     | László Toroczkai                     | 6     | Opposition |
|        | Párbeszéd Magyarországért (PM) Dialog für Ungarn                           | Grüne Politik, Linksliberalismus                          | Tímea Szabó und Gergely Karácsony    | 6     | Opposition |
|        | LMP – Magyarország Zöld Pártja (LMP) Grüne Partei Ungarns                  | Grüne Politik, Globalisierungskritik                      | János Kendernay und Erzsébet Schmuck | 5     | Opposition |

### Außenpolitik
Mit dem Beitritt Ungarns 1999 zur NATO und im Zuge der EU-Osterweiterung 2004 auch zur Europäischen Union wurden zwei grundlegende Ziele der ungarischen Außenpolitik erreicht. Ungarn ratifizierte am 17. Dezember 2007 als erstes Land den Vertrag von Lissabon und bekundete damit öffentlich seine pro-europäische Haltung. Ministerpräsident Ferenc Gyurcsány sprach sich stark für ein integriertes Europa aus und befürwortete die Stärkung des gemeinschaftlichen Entscheidungsprozesses nach dem Motto Fortschritt durch Kompromiss. Die Europapolitik Ungarns ist seit etwa 2009 auch durch Parteien mitbestimmt, die die EU kritisch sehen oder ablehnen, was insgesamt zu einer teilweisen Distanzierung führte.
Ungarn ist an der wirtschaftlichen und politischen Stabilität seiner südlichen Nachbarn interessiert, es setzte sich schon vor dem Sturz Slobodan Miloševićs für die demokratische Opposition in Jugoslawien ein. Die Infrastrukturverbindungen, insbesondere die Autobahnen zu den Nachbarn, sollen weiter ausgebaut und die wirtschaftlichen Beziehungen zu den zukünftigen EU-Mitgliedstaaten intensiviert werden. Zudem setzte sich Ungarn für den Beitritt Kroatiens zur EU ein. Innerhalb der Europäischen Union soll die Zusammenarbeit innerhalb der Visegrád-Gruppe (mit Tschechien, der Slowakei und Polen) fortgesetzt werden. Ungarn hatte 2001 und 2002 den Vorsitz inne.
Seit 2016 hat das Land Beobachterstatus in der Gemeinschaft der Portugiesischsprachigen Länder (siehe hierzu auch Portugiesisch-ungarische Beziehungen).
Ungarn ist seit September 2018 Beobachter der Organisation der Turkstaaten. Hierbei erklärte Viktor Orbán, dass die Ungarn als Magyaren stolz auf ihre Herkunft und Beziehung mit den Turkvölkern Zentralasiens seien. Mit dem Anliegen, die Verbindung zu Europa und zur Europäischen Union zu vertiefen, wurde im September 2019 in Budapest ein Vertretungsbüro der Organisation der Turkstaaten eingerichtet, und unter Teilnahme des türkischen Außenministers eingeweiht.
Ungarn ist seit 2012 Mitglied der "neuen Seidenstraße", eine Initiative von China.  Das ist Teil Ungarns strategisches Ziel, die Handelsbeziehungen sowohl nach Osten als auch nach den Westen offen zu halten.

### Magyarische Minderheiten
Von den gut 12,5 Millionen autochthonen Magyaren im Gebiet des Karpatenbeckens leben als Folge des Friedensvertrags von Trianon und der Pariser Friedenskonferenz 1946 etwa drei Millionen außerhalb der Landesgrenzen. Seit der Novellierung der ungarischen Verfassung von 1989 sind die ungarischen Regierungen verpflichtet, sich um die Belange und Interessen der magyarischen Minderheiten jenseits der Grenzen zu kümmern und die ungarisch-auslandsungarischen Beziehungen und den kulturellen sowie wirtschaftlichen Austausch zu fördern.
Daraus ergeben sich zwischenstaatliche Konflikte mit den Nachbarn, die sich besonders nach 2000 artikulierten. 2001 wurde ein Gesetz mit Begünstigungen für Auslandsungarn verabschiedet. Zwar schloss Ungarn zugleich auch Minderheitenabkommen und Grundlagenverträge über freundschaftliche Beziehungen mit seinen Nachbarstaaten, um die Minderheitenfrage der im Ausland lebenden Ungarn zu lösen. Im Zuge der Zunahme nationalistischer und patriotischer Strömungen sowohl in Ungarn als auch in den Nachbarstaaten, die sich auch durch die parlamentarische Anwesenheit rechtsnationalistischer Parteien und deren Regierungsbeteiligung äußerte, verschlechterte sich jedoch das bilaterale Verhältnis insbesondere zur Slowakei, in der die Magyaren fast 10 % der Bevölkerung stellen. Die bilateralen Verstimmungen zwischen der Slowakei und Ungarn zeigten sich am Konflikt um die verweigerte Einreise des ungarischen Staatspräsidenten László Sólyom am 21. August 2009 in das slowakische Komárno, an der Novellierung des slowakischen Sprachgesetzes, mit dem die offizielle Benutzung der ungarischen Sprache in der Slowakei deutlich eingeschränkt wurde, und am Inkrafttreten des Patriotismusgesetzes in der Slowakei.
In Einlösung eines zentralen Wahlversprechens des Gewinners der Parlamentswahl 2010, Fidesz, verabschiedete das neu konstituierte ungarische Parlament am 26. Mai 2010 ein Gesetz zur doppelten Staatsangehörigkeit, mit der Auslandsmagyaren unabhängig von einem ungarischen Wohnsitz die ungarische Staatsbürgerschaft beantragen können. Die sofortige Reaktion des slowakischen Parlaments war die Verabschiedung eines Gesetzes, das slowakischen Staatsbürgern bei Erlangung der ungarischen Staatsbürgerschaft die Entziehung ihrer bisherigen und die Entfernung aus öffentlichen Ämtern und der Verwaltung androht.
Mit dem Sieg eines Bündnisses aus konservativ-liberalen Parteien, zu denen die auf eine friedliche Koexistenz von Magyaren und Slowaken ausgerichtete slowakisch-magyarische Partei Most–Híd gehörte, bei den Nationalratswahl in der Slowakei 2010 ist eine Entspannung der slowakisch-ungarischen Beziehungen eingetreten.

### Europapolitik
Zum 1. Mai 2004 folgte mit der Zustimmung einer deutlichen Mehrheit der Bevölkerung der Beitritt zur Europäischen Union im Zuge der EU-Erweiterung 2004. Beim Referendum zum EU-Beitritt am 12. April 2003 stimmten 84 % für den Beitritt, 45,6 % der acht Millionen Wahlberechtigten gingen zur Abstimmung.
Bei den Europawahlen 2004, 2009, 2014 und 2019 wurde die Fidesz im Bündnis mit der KDNP jeweils deutlich stärkste Partei. Das derzeitige ungarische Mitglied der EU-Kommission ist Olivér Várhelyi.
Bereits am 17. Dezember 2007 ratifizierte Ungarn als erstes Land den Vertrag von Lissabon und bekundete damit seine pro-europäische Haltung. Im ersten Halbjahr 2011 übernahm Ungarn erstmals den Vorsitz im Rat der Europäischen Union; im Mittelpunkt dieser ungarischen Ratspräsidentschaft stand unter anderem die EU-Energiepolitik. Allerdings kam es, vor allem aufgrund des umstrittenen ungarischen Mediengesetzes, zu Beginn der Ratspräsidentschaft auch zu Kontroversen mit anderen EU-Partnern.
Am 12. September 2018 beschloss das Europäische Parlament die Einleitung eines Verfahrens nach Artikel 7 des EU-Vertrages wegen Verletzung europäischer Grundwerte. Für eine Feststellung der Gefahr einer schwerwiegenden Verletzung von europäischen Grundwerten müssten vier Fünftel der übrigen EU-Staaten stimmen, für Sanktionen bis hin zu einem Stimmrechtsentzug Ungarns im Europäischen Rat wäre ein einstimmiger Beschluss erforderlich.
Am 15. Juli 2021 leitete die Europäische Union aufgrund eines umstrittenen Gesetzes, welches Kinder und Jugendliche vor „homosexueller Propaganda“ „schützen“ soll, ein Vertragsverletzungsverfahren nach Art. 258 (Vertrag über die Arbeitsweise der Europäischen Union) gegen Ungarn ein. Die Präsidentin der EU-Kommission Ursula von der Leyen bezeichnete das Gesetz als eine „Schande“. Am 15. September 2022 sprach das EU-Parlament Ungarn den Demokratie-Status ab. Seit Dezember 2022 blockiert die EU für Ungarn vorgesehenes Geld aus dem Kohäsionsfonds in Höhe von 22 Milliarden Euro für den Zeitraum 2021–2027 und weitere 5,8 Milliarden Euro des Covid-Wiederaufbaufonds, also insgesamt knapp ein Fünftel der geschätzten Wirtschaftsleistung Ungarns in diesem Jahr.
Im April 2023 machte Staatspräsidentin Katalin Novák als erster Staatspräsident seit Orbáns zweitem Amtsantritt 2010 bei einem für Orbáns wertekonservative Ideologie wichtigen Gesetz von ihrem Recht Gebrauch, ein Gesetz einmalig zurück an das Parlament zu verweisen. Das Gesetz sollte die Rechte von homosexuellen und transsexuellen Menschen einschränken und sah unter anderem vor, dass Bürger gleichgeschlechtliche Paare, die gemeinsam Kinder aufziehen, anonym anzeigen können. Das Gesetz stehe nicht im Einklang mit EU-Rechtsnormen.

### Umwelt-, Naturschutz und Klimapolitik
Ungarn hat im Verhältnis zu anderen Osteuropäischen Ländern eine vergleichsweise geringe Industrieproduktion. Im Jahr 2020 machten Kohle, Öl und Nuklearenergie zwei Drittel der ungarischen Energieerzeugung aus. Das Kohlekraftwerk Mátra soll frühestens im Jahr 2030 abgeschaltet werden. Ungarn stand dem EU-Plan „Green Deal“ mit seiner angestrebten „Klimaneutralität“ im Jahr 2050 kritisch gegenüber, wie Polen und Tschechien.
Die Einführung des europäischen Schutzgebietsnetzes Natura 2000 beeinflusste nachhaltig die Unterschutzstellung von Gebieten in Ungarn. Natura-2000-Gebiete machen 59 % der Gesamtfläche aller geschützten Gebiete in Ungarn aus. Für die Naturschutzpolitik und Umweltbelange des Landes und die Implementierung europäischer Programme ist das Landwirtschaftsministerium zuständig.

### Politische Indizes
| Name des Index                     | Indexwert    | Weltweiter Rang | Interpretationshilfe | Jahr |
| ---------------------------------- | ------------ | --------------- | --- | ---- |
| Fragile States Index               | 46,2 von 120 | 138 von 179     | Stabilität des Landes: stabiler 0 = sehr nachhaltig / 120 = sehr alarmierend Rang: 1 = fragilstes Land / 179 = stabilstes Land | 2024 |
| Demokratieindex                    | 6,51 von 10  | 54 von 167      | Unvollständige Demokratie 0 = autoritäres Regime / 10 = vollständige Demokratie                                                | 2024 |
| Freedom in the World Index         | 65 von 100   | —               | Freiheitsstatus: teilweise frei 0 = unfrei / 100 = frei                                                                        | 2024 |
| Rangliste der Pressefreiheit       | 62,9 von 100 | 67 von 180      | Erkennbare Probleme für die Pressefreiheit 100 = gute Lage / 0 = sehr ernste Lage                                              | 2024 |
| Korruptionswahrnehmungsindex (CPI) | 41 von 100   | 82 von 181      | 0 = sehr korrupt / 100 = sehr sauber                                                                                           | 2024 |

Seit dem Amtsantritt Victor Orbáns sind die unabhängigen Medien im Land fast verschwunden. Bereits kurz nach der Machtübernahme verabschiedete das ungarische Parlament am 21. Dezember 2010 ein neues Mediengesetz, das am 1. Januar 2011 in Kraft trat. Die bereits kurz zuvor gegründete „Staatliche Behörde für Medien und Nachrichtenübermittlung“ (Nemzeti Média- és Hírközlési Hatóság, NMHH), deren Leitung nun allein von der Regierung eingesetzt wird, erhielt die Aufsicht über sämtliche Medien im Staat, nicht mehr nur die öffentlich-rechtlichen. Es beinhaltet zudem die Einschränkung des Informantenschutzes und des Redaktionsgeheimnisses und ermöglicht Geldbußen bei "nicht ausgewogener" Berichterstattung. Sowohl das Gesetz als auch die Medienbehörde wurden auf nationaler und internationaler Ebene von zahlreichen Experten, Wissenschaftlern, Journalisten und Politikern kontrovers diskutiert. Die Zeit berichtete: "Ungarn führt die Zensur ein".
In den folgenden Jahren wurden zahlreiche Medien von regierungsnahen Unternehmen wie z. B. "Brit Media" aufgekauft und auf Linie gebracht oder eingestellt. So z. B. die auflagenstärkste Zeitung "Népszabadság", die regelmäßig über Skandale der Orban-Regierung berichtete und 2016 zum letzten Mal erschien. Sämtliche regionale Zeitungen sind seit 2017 ebenfalls in der Hand regierungsnaher Geschäftsleute. Der Großteil der regierungstreuen Medien wurde schließlich 2018 von den Unternehmern an eine Stiftung übertragen, die von regierungstreuen Politikern geleitet wird. Eine unabhängige Regionalpresse existiert nicht mehr. Auch der größte private Radiosender (Retro) und eine der größten Nachrichtenportale (Origo) kamen so unter die indirekte Kontrolle der Regierung.
2020 verlor zudem das regierungskritische Nachrichtenportal "Index.hu" an Bedeutung, als auch dieses von einem regierungstreuen Medienunternehmer aufgekauft wurde, woraufhin fast sämtliche Angestellten kündigten. Wenige Wochen später wurde der Chefredakteur der liberalen Wochenzeitung "168 óra" entlassen, nachdem ein regierungsnaher Investor Miteigentümer wurde. Die Deutsche Welle schreibt über die Vorgehensweise: "Diese oft eher im Stillen und über längere Zeiträume ablaufenden unternehmerischen Manöver sind ein Teil von Orbáns medialer Salamitaktik."
Im selben Jahr wurde mit Klubrádio der letzte unabhängige Radiosender eingestellt, nachdem die Medienaufsichtsbehörde die Sendelizenz nicht verlängerte, da der Sender wiederholt gegen Mediengesetze verstoßen habe. Zu den Verstößen zählt z. B., dass der Anteil ungarischer und ausländischer Musik nicht fristgerecht mitgeteilt worden sei. Der Sender galt als "letzte Bastion des anspruchsvollen unabhängigen Radiojournalismus in Ungarn, das einzige noch regierungskritische Radio". Schon in den Jahren zuvor wurde der Sendebereich von der Regierung eingeschränkt. Ein Moderator des Radiosenders formuliertes gegenüber der Deutschen Welle so: "Es liegt in der skrupellosen Logik eines diktatorischen Einparteiensystems, alles, was stört, unter sich zu begraben oder sich einzuverleiben."
Die Berichterstattung in den nunmehr staatlich kontrollierten oder regierungstreuen Medien beinhaltet laut Tagesspiegel mittlerweile "skrupellose Propaganda" und "Verunglimpfung der Opposition". Ein neues NMHH-Gesetz verfügt, dass über bestimmte Themen nur noch nach Absprache mit der Regierung berichtet werden darf.

### Militär
Die Ungarischen Streitkräfte (Magyar Honvédség) sind seit 2004 eine Berufsarmee von aktuell 23.000 Mann (2021) und gliedern sich in Heer (Szárazföldi Haderő) und Luftstreitkräfte (Légierő). Die Mannstärke soll sich bis 2026 auf 30.000 erhöhen, langfristiges Ziel sind über 37.000 Mann. Hinzu kommt eine Reserve von 11.000 Mann, die bis 2028 auf 20.000 Mann aufgestockt werden soll. Oberbefehlshaber ist der Präsident von Ungarn.
Die Verteidigungsausgaben Ungarns beliefen sich 2021 auf 1,6 % des Bruttoinlandsprodukts und sollen spätestens bis 2024 das Zwei-Prozent-Ziel der NATO erreichen. Die Ausgaben würden dann mehr als das dreifache der von 2010 betragen.
Da die Ausrüstung der Streitkräfte noch immer zu einem großen Teil aus Waffen der Zeit vor 1989 besteht, beschloss die Regierung 2017 ein umfassendes Programm (Zrínyi 2026) für die Modernisierung der Streitkräfte mit westlicher Technik. Als Ersatz für die sowjetischen T-72 und BTR-80A Panzer wurden 2018 44 Leopard 2 A7 und 24 neue Panzerhaubitzen 2000 bestellt. 2020 wurde Ungarn mit der Bestellung von 218 neuartiger Lynx KF 41 Schützenpanzer erster NATO-Kunde dieses Panzerfahrzeugs.
Die Luftwaffe soll mit modernsten Hubschraubern und Transportflugzeugen ergänzt werden.
Ein kleines Detachement ungarischer Soldaten diente im Irak. Die Reservebasis der ungarischen Luftwaffe in Kaposvár wurde vor dem Irakkrieg von der US-Luftwaffe gemietet. Es bleibt offen, ob dort auch US-Geheimdienstmitarbeiter auf den Krieg im Irak vorbereitet oder dafür ausgebildet wurden. Im NATO-Rahmen sind zudem auf dem Balkan ungarische Stabilisierungstruppen stationiert, außerdem engagierte sich Ungarn in Afghanistan mit eigenen Truppen.

### Verwaltungsgliederung
Ungarn ist in 19 Komitate und die Hauptstadt Budapest eingeteilt. Das Land wurde 1999 in sieben Regionen eingeteilt, auch um die Auflagen der Europäischen Union zu erfüllen. Die Komitate wiederum waren bis 2013 in Kleingebiete unterteilt, die im NUTS-System der EU der Ebene LAU 1 entsprachen. 2013 wurden die Kleingebiete durch Kreise (járások) ersetzt.
Innerhalb der Komitate gibt es 25 Städte mit Komitatsrecht. Diese gehören verwaltungsrechtlich zum Komitat, ihre Einwohner wählen jedoch die Komitatsvertretung (Megyei Közgyűlés) nicht mit. Neben den Komitatssitzen gelten die Städte Baja (Komitat Bács-Kiskun), Dunaújváros (Komitat Fejér), Érd (Komitat Pest), Esztergom (Komitat Komárom-Esztergom), Hódmezővásárhely (Komitat Csongrád-Csanád), Nagykanizsa (Komitat Zala) und Sopron (Komitat Győr-Moson-Sopron) als Städte mit Komitatsrecht.
| Bács-Kiskun                                                                    | Kecskemét      | 8445 | 0491.632  | Südliche Große Tiefebene  |
| Baranya                                                                        | Pécs           | 4430 | 0353.331  | Südtransdanubien          |
| Békés                                                                          | Békéscsaba     | 5630 | 0310.912  | Südliche Große Tiefebene  |
| Borsod-Abaúj-Zemplén                                                           | Miskolc        | 7247 | 0617.800  | Nordungarn                |
| Csongrád-Csanád                                                                | Szeged         | 4263 | 0389.411  | Südliche Große Tiefebene  |
| Fejér                                                                          | Székesfehérvár | 4358 | 0419.490  | Mitteltransdanubien       |
| Győr-Moson-Sopron                                                              | Győr           | 4208 | 0473.246  | Westtransdanubien         |
| Hajdú-Bihar                                                                    | Debrecen       | 6210 | 0520.550  | Nördliche Große Tiefebene |
| Heves                                                                          | Eger           | 3637 | 0285.058  | Nordungarn                |
| Jász-Nagykun-Szolnok                                                           | Szolnok        | 5582 | 0353.511  | Nördliche Große Tiefebene |
| Komárom-Esztergom                                                              | Tatabánya      | 2264 | 0301.834  | Mitteltransdanubien       |
| Nógrád                                                                         | Salgótarján    | 2545 | 0180.469  | Nordungarn                |
| Pest                                                                           | Budapest 1     | 6393 | 1.333.257 | Mittelungarn              |
| Somogy                                                                         | Kaposvár       | 6065 | 0292.691  | Südtransdanubien          |
| Szabolcs-Szatmár-Bereg                                                         | Nyíregyháza    | 5936 | 0524.513  | Nördliche Große Tiefebene |
| Tolna                                                                          | Szekszárd      | 3703 | 0206.398  | Südtransdanubien          |
| Vas                                                                            | Szombathely    | 3336 | 0248.199  | Westtransdanubien         |
| Veszprém                                                                       | Veszprém       | 4464 | 0335.979  | Mitteltransdanubien       |
| Zala                                                                           | Zalaegerszeg   | 3784 | 0260.124  | Westtransdanubien         |
| 1 Budapest gehört nicht zum Komitat Pest, ist aber Sitz der Komitatsverwaltung |                |      |           |                           |

## Wirtschaft
Ungarn erwirtschaftete 2023 ein Bruttoinlandsprodukt (BIP) von 213 Mrd. USD, was rund 22.132 USD pro Kopf entsprach. Verglichen mit dem BIP der EU ausgedrückt in Kaufkraftstandards erreicht Ungarn einen Index von 73 (EU-27 = 100; 2019). Bei weitem größter Handelspartner ist Deutschland, worauf 2017 26 % der Importe und 28 % der Exporte entfielen. Ein hoher Teil der Ausfuhren wird von Unternehmen in ausländischem Besitz getätigt. Wichtige Industriestandorte sind vor allem der Raum Budapest und die Grenzregion zu Österreich. Die größte ungarische Unternehmung ist der Mineralölkonzern MOL, an zweiter Stelle folgt die Audi Hungaria Motor Kft.
Ungarn hat sich zu einem bedeutenden Standort der Automobilindustrie entwickelt. Als ausländische Hersteller haben Mercedes-Benz (in Kecskemét), BMW (in Debrecen), Audi (in Győr), Suzuki (Magyar Suzuki, Esztergom) und Opel (in Szentgotthárd) Werke in Ungarn errichtet. Bedeutende einheimische Fahrzeughersteller waren lange Zeit die Nutzfahrzeug-Marken Ganz, Ikarus und Rába, die vor allem zur Ostblock-Zeit auch im Export erfolgreich waren, heute aber nur noch geringe, vorwiegend nationale Bedeutung haben.
Eine wichtige Rolle als Einnahmequelle spielt der Tourismus in Budapest, in der Puszta und am Plattensee (Balaton). Touristisch vermarktet Ungarn verstärkt seine über 350 Thermalquellen. Mit über 15,2 Millionen Touristen stand Ungarn 2016 auf Platz 23 der meistbesuchten Länder der Welt. Die Tourismuseinnahmen beliefen sich im selben Jahr auf 5,6 Mrd. US-Dollar.
Die Beschäftigungsverteilung (2016) ist wie folgt: Land-/Forstwirtschaft 5 %, Industrie 30 % und  Dienstleistungen 65 %. Die Arbeitslosenquote betrug im September 2022 3,7 %.
Im Global Competitiveness Index, der die Wettbewerbsfähigkeit eines Landes misst, belegt Ungarn Platz 60 von 137 Ländern (Stand 2017–2018). Der Index für wirtschaftliche Freiheit 2024 des Landes war der 73 höchste von 176 Ländern.
Das Land führt eine Wertpapierbörse mit der Bezeichnung Budapester Börse und dem Leitindex der Volkswirtschaft, dem BUX.
| Jahr                                    | 2010   | 2015   | 2016   | 2017   | 2018   | 2019   | 2020   | 2021   | 2022   | 2023   |
| --------------------------------------- | ------ | ------ | ------ | ------ | ------ | ------ | ------ | ------ | ------ | ------ |
| BIP in Mrd. USD (Kaufkraftparität)      | 219,4  | 263,6  | 272,0  | 288,7  | 311,9  | 343,5  | 341,5  | 375,3  | 420,4  | 431,6  |
| BIP pro Kopf in USD (Kaufkraftparität)  | 21.905 | 26.750 | 27.671 | 29.466 | 31.901 | 35.146 | 34.960 | 38.565 | 43.394 | 44.961 |
| BIP-Wachstum (real)                     | 1,1 %  | 3,7 %  | 2,2 %  | 4,3 %  | 5,4 %  | 4,9 %  | −4,5 % | 7,1 %  | 4,6 %  | −0,9 % |
| Inflation (in Prozent)                  | 4,9 %  | −0,1 % | 0,4 %  | 2,4 %  | 2,8 %  | 3,4 %  | 3,3 %  | 5,1 %  | 14,6 % | 17,1 % |
| Staatsverschuldung (in Prozent des BIP) | 80 %   | 76 %   | 75 %   | 72 %   | 69 %   | 65 %   | 79 %   | 77 %   | 74 %   | 73 %   |

### Wirtschaftliche Entwicklung
Von 2010 bis 2018 war die Leistungsbilanz positiv, während sie bis 2008 stark negativ war und seit 2019 wieder negativ ist.
Die Inflationsrate unterliegt größeren Schwankungen als in der Eurozone. 2012 betrug sie 5,7 %, 2014 und 2015 herrschte geringfügige Deflation, 2021 betrug die Inflationsrate 5,1 %.
Nach dem Ende der kommunistischen Herrschaft stieg die Arbeitslosenquote nach der Definition des Ungarischen Statistikamtes bis 1993 auf 12,1 % und fiel bis 2001 auf 5,7 %. 2005 begann ein erneuter deutlicher Anstieg bis auf 11,2 % im Jahr 2010, worauf ab 2014 ein deutliches Absinken bis auf 3,7 % im Jahr 2018 folgte. 2020 betrug sie 4,3 %. Die Arbeitslosigkeit bei der Bevölkerung unter 25 Jahren hatte 2012 einen Höchststand erreicht mit 28,2 %, fiel bis 2018 auf 10,2 % und auf 12,8 % im Jahr 2020. Ungarn hat eine der niedrigsten Arbeitslosenquoten in der EU.
Die Beschäftigungsquote der Bevölkerung im Alter von 20 bis 64 Jahren lag im Jahr des EU-Beitritts 2004 bei 62,1 %, 2010 betrug sie 59,9 %. Sie stieg dann deutlich und lag 2020 bei 75 % (zum Vergleich: EU 72,4 %, Deutschland 80 %, Österreich 75,5 %). 2015 arbeiteten 4,9 % aller Arbeitskräfte in der Landwirtschaft, 30,3 % in der Industrie und 64,5 % im Dienstleistungssektor. Die Gesamtzahl der Beschäftigten wird für 2017 auf 4,6 Millionen geschätzt; davon sind 45,8 % Frauen.

### Steuern
Bei der Einkommensteuer gibt es nur einen einzigen Steuersatz (Flat Tax) von 15 Prozent. Der Körperschaftsteuersatz beträgt 9 Prozent, der Regelsatz bei der Umsatzsteuer 27 Prozent.
Im Jahr 2025 werden Arbeitnehmer bis zum Alter von 25 Jahren von der Einkommenssteuer befreit sein, was einen jährlichen Höchstbetrag von 1.146.000 HUF an Steuererleichterungen bedeutet. Die gleiche Erleichterung gilt für Mütter unter 30 Jahren. Mütter, die mindestens vier Kinder erzogen haben oder erziehen und wegen dieser Kinder mindestens 12 Jahre Anspruch auf Familienbeihilfe hatten, kommen in den Genuss einer lebenslangen Steuerbefreiung. Am 22. Februar 2025 gab die Regierung bekannt, dass Mütter von zwei und drei Kindern einen lebenslangen Einkommenssteuerfreibetrag erhalten werden.

### Außenhandel
| in Mrd. Euro | in Mrd. Euro | in Mrd. Euro | in Mrd. Euro | in Mrd. Euro | in Mrd. Euro | in Mrd. Euro | in Mrd. Euro | in Mrd. Euro |
| ------------ | ------------ | ------------ | ------------ | ------------ | ------------ | ------------ | ------------ | ------------ |
|              | 2014         | 2015         | 2016         | 2017         | 2018         | 2019         | 2020         | 2021         |
| Einfuhr      | 79,0         | 82,9         | 84,8         | 95,2         | 102,6        | 107,7        | 101,4        | 120,9        |
| Ausfuhr      | 83,3         | 88,8         | 92,1         | 100,8        | 105,6        | 110,6        | 105,4        | 120,9        |
| Saldo        | +4,3         | +5,9         | +7,2         | +5,6         | +3,0         | +2,9         | +4,0         | −1,0         |

| Staat                  | Importe Anteil in % | Exporte Anteil in % | Staat              | Importe Anteil in % | Exporte Anteil in % |
| ---------------------- | ------------------- | ------------------- | ------------------ | ------------------- | ------------------- |
| Deutschland            | 25,3                | 27,7                | Vereinigte Staaten | 2,1                 | 2,8                 |
| Österreich             | 6,1                 | 4,6                 | Spanien            | 1,7                 | 2,9                 |
| Slowakei               | 4,9                 | 5,2                 | Ukraine            | 1,5                 | 2,0                 |
| Polen                  | 5,8                 | 4,2                 | Südkorea           | 2,6                 | 0,3                 |
| Italien                | 4,3                 | 5,1                 | Türkei             | 1,1                 | 1,6                 |
| Tschechien             | 5,0                 | 4,3                 | Slowenien          | 1,5                 | 1,1                 |
| Niederlande            | 5,1                 | 3,5                 | Kroatien           | 0,8                 | 1,7                 |
| Frankreich             | 3,6                 | 4,3                 | Serbien            | 0,9                 | 1,5                 |
| Rumänien               | 2,7                 | 5,1                 | Schweden           | 0,7                 | 1,4                 |
| Volksrepublik China    | 6,1                 | 1,4                 | Japan              | 1,4                 | 0,6                 |
| Russland               | 3,8                 | 1,7                 | Schweiz            | 0,6                 | 1,0                 |
| Vereinigtes Königreich | 1,7                 | 3,3                 | Bulgarien          | 0,4                 | 1,1                 |
| Belgien                | 2,4                 | 2,5                 | sonstige Staaten   | 8,1                 | 9,2                 |

### Staatshaushalt
Die Staatsverschuldung stieg zwischen 2001 und 2011 von 52,3 % auf 80,3 % des Bruttoinlandsproduktes (BIP), danach sank sie bis 2019 auf 65,3 %. 2020 lag die Staatsverschuldung bei 79,3 % und 2021 bei 76,8 % des BIP. Das Defizit der öffentlichen Haushalte erreichte 2006 einen Höhepunkt mit 9,3 % des BIP. In den Jahren 2012 bis 2019 schwankte das Defizit zwischen 1,8 % und 2,8 % des BIP, 2020 und 2021 lag es bei über 7 %.
2021 betrugen die Staatsausgaben 48,4 % des BIP (Deutschland 51,3 %, Österreich 56,0 %, EU-Durchschnitt 51,5 %), darunter entfielen auf:
- Soziale Sicherung 13,1 %
- Gesundheit: 5,6 %
- Bildung: 5,0 %
- Militär: 1,1 %

Von der Weltfinanzkrise 2007–2008 war Ungarn besonders stark betroffen. Wegen des hohen Doppeldefizits (Leistungsbilanz und Staatshaushalt) und der hohen Verschuldung der privaten Haushalte, die zu erheblichen Teilen in Fremdwährungen erfolgte, erlitt der Forint gegen den Euro im Oktober 2008 erhebliche Kursverluste. Die Zentralbank erhöhte daraufhin den Zins um drei Prozentpunkte. Außerdem musste die Europäische Zentralbank Ungarn einen Swap in Höhe von fünf Milliarden Euro zur Verfügung stellen, weil ungarische Banken die Vergabe von Devisenkrediten weitgehend eingestellt hatten. Nachdem auch der Markt für ungarische Staatsanleihen wegbrach, bat Ungarn den Internationalen Währungsfonds um Hilfe. Am 27. Oktober 2008 gab der IWF bekannt, Ungarn mit einem Rettungspaket zu unterstützen, um den sonst unausweichlichen Staatsbankrott Ungarns zu verhindern. Die Europäische Union und die Weltbank beteiligen sich ebenfalls an dem Rettungspaket; insgesamt wurde Ungarn ein Kredit über 20 Milliarden Euro zugesagt. Am 21. November 2011 bat die ungarische Regierung vorbeugend den Internationalen Währungsfonds und die EU erneut um finanzielle Unterstützung. Die Rendite auf ungarische Staatsanleihen war in den Monaten zuvor sukzessive angestiegen, wodurch sich auch die Refinanzierung der Schulden verteuerte.
Am 23. Mai 2014 beendete der IWF die 'Article IV consultation'. Ungarn zahlte Kredite des IWF vorzeitig zurück.

### Tourismus
Ungarn wurde 2018 laut Weltorganisation für Tourismus (UNWTO) von 17,2 Millionen Touristen besucht. Im Jahr 2019 sank die Zahl der Touristen um 1,3 % auf 16,9 Millionen. Wichtigstes Reiseziel war mit Abstand die Hauptstadt Budapest. Danach folgten die Kurorte Hévíz, Hajdúszoboszló und Bük sowie die Badeorte Balatonfüred, Siófok und Zalakaros am Balaton. Die Wertschöpfung des Tourismus entsprach 6,8 % des ungarischen Bruttoinlandsprodukts, etwa 428.000 Personen werden im Tourismussektor beschäftigt. Die meisten Touristen reisten 2018 aus Deutschland, dem Vereinigten Königreich, Tschechien und Österreich nach Ungarn ein.

## Infrastruktur
Im Logistics Performance Index, der von der Weltbank erstellt wird und die Qualität der Infrastruktur misst, belegte Ungarn 2023 den 52. Platz unter 160 Ländern.

### Straßenverkehr
2021 gab es 32.521 Kilometer Staatsstraßen (davon 96 % asphaltiert) und 183.987 Kilometer Gemeindestraßen (davon 27 % asphaltiert).
Die Infrastruktur wird sukzessive ausgebaut. 2021 betrug die Länge der Autobahnen und Schnellstraßen 2.390 Kilometer gegenüber 505 km im Jahr 2001. Es gibt fünf Autobahnen, die in Richtung Budapest verlaufen. Drei davon sind komplett fertiggestellt, die M1, die M5 und die M7. Die M1 verläuft von der österreichischen Staatsgrenze bei Hegyeshalom zur Hauptstadt Budapest. Von ihr zweigt die M15 in Richtung Bratislava ab. Die M5 verläuft von der serbischen Grenze bei Röszke im Süden nach Budapest. Die M7 ist besonders aus touristischer Sicht wichtig, da sie Budapest mit dem Tourismusgebiet des Balaton und mit Kroatien (oder über die M70 mit Slowenien) verbindet. Schon 1964 wurde mit dem Bau dieser ersten ungarischen Autobahn begonnen, jedoch war sie bis 2005 kurz nach Siófok für mehrere Kilometer unterbrochen.
Andere bereits bestehende Autobahnen werden nach und nach bis an die Staatsgrenzen verlängert, wie die M3. Die M3 ermöglicht die Durchquerung des Landes von West nach Ost, sie verläuft von Budapest nach Nyíregyháza. Über die M3 und M30 ist Budapest mit Miskolc und mit Nordostungarn verbunden. Der Bauauftrag zur Verlängerung bis zur ukrainischen Grenze wurde 2020 erteilt. Über die M35 ist Debrecen an die M3 angebunden. Die erste Teilstrecke der M6 Richtung Pécs wurde im Sommer 2006 zwischen Budapest und Dunaújváros eröffnet. Seit Frühjahr 2010 sind 193 der geplanten 212 Kilometer (Budapest–Grenze zu Kroatien) für den Verkehr frei gegeben.
Eine weitere wichtige Autobahn ist die M0, die künftig zu einem kompletten Ring um Budapest ausgebaut werden und den Durchgangsverkehr aufnehmen soll. 2020 sind 79 Kilometer der geplanten 108 Kilometer befahrbar. Die M0 verbindet dann die Autobahnen (gegen den Uhrzeigersinn) M1, M7, M6, M5, M4, M31, M3 und M2 um Budapest. Am Ende der derzeitigen Ausbaustufe werden die M2 und die Landstraße 11 (Richtung Esztergom) angeschlossen. Weitere Autobahnen von und nach Budapest wie die M10 (Budapest–Esztergom) oder ein weitläufiger Ring um Budapest wie die M11 (Esztergom–Hatvan) sind derzeit in Planung.
In Ungarn lässt sich nahezu jede Gemeinde per Bus erreichen. Zwischen größeren Städten verkehren Buslinien in einem Takt von 30 bis 60 Minuten, kleinere Städte und Dörfer werden meist im Takt von ein bis zwei Stunden angefahren. Die größte Busverkehrsgesellschaft in Ungarn ist Volánbusz – sie befördert pro Tag etwa 1,6 Millionen Fahrgäste. Busse der Gesellschaft Volánbusz können von Personen bis zu 14 Jahren und ab 65 Jahren kostenlos benutzt werden.

### Schienenverkehr
Die Eisenbahnlinien laufen, wie die Autobahnen auch, sternförmig auf die zentral gelegene Hauptstadt zu. Betreibergesellschaften sind die ungarische MÁV (Magyar Államvasutak Rt.) und in Westungarn auch die österreichisch-ungarische GySEV/Raaberbahn.
2021 hatte das Schienennetz mit Normalspur eine Länge von 7.558 Kilometern, davon 3.221 km elektrifiziert und 1.315 km mindestens zweigleisig.
Im internationalen Schienenverkehr zwischen Ungarn und den Nachbarländern verkehren Züge der MÁV unter anderem als EuroCity (zum Beispiel nach Wien, Prag, Berlin und Hamburg) oder als InterCity (zum Beispiel nach Zagreb oder Bukarest). Sieben Mal täglich verbindet der Railjet der ÖBB Budapest mit Wien und darüber hinaus mit Zielen in Süddeutschland und der Schweiz.
Während im Auslandsverkehr hauptsächlich klimatisierte Großraum- und Abteilwagen eingesetzt werden, überwiegen im Inlandsverkehr noch unklimatisierte Personenwagen aus der Zeit vor 1990. So sind unter anderem Halberstädter Mitteleinstiegswagen und aus solchen entstandene Steuerwagen zu finden, diese wurden nach 1993 von der Deutschen Bahn nach Ungarn verkauft.
Seit März 2024 fahren alle Personen ab 65 Jahren und unter 14 Jahren in der 2. Klasse kostenlos.

### Flugverkehr
Internationale Flughäfen sind Budapest Liszt Ferenc südöstlich von Budapest (Terminals 1, 2a, 2b), Debrecen südwestlich der gleichnamigen Stadt in Ostungarn und seit dem Frühjahr 2006 der Flughafen Hévíz-Balaton bei Sármellék in Südwestungarn. Die größte Fluglinie Ungarns ist die Billigfluggesellschaft Wizz Air, die ihren Sitz in Budapest hat.
Darüber hinaus gibt es in Ungarn noch eine Reihe weiterer Flughäfen, wie Győr-Pér, Nyíregyháza und Pécs-Pogány.

### Energieversorgung
Der Primärenergieverbrauch lag 2018 bei 2.700 Öleinheiten pro Kopf (Deutschland 3.600, Österreich 3.700), der Stromverbrauch pro Kopf bei 4,4 Megawattstunden (Deutschland 6,9; Österreich 8,4 MWh).
Mit Abstand den größten Anteil bei der Stromerzeugung hat die Kernenergie. Im Jahr 2020 betrug ihr Anteil 45,4 %. Im selben Jahr betrug die Anteile anderer Arten der Stromerzeugung: Gas 25,7 %, Kohle 10,9 %, Photovoltaik 6,9 %, Biomasse 5,6 %, Windkraft 1,9 %, Müllverbrennung 1,9 %, Wasserkraft 0,7 %, Öl 0,1 %, Sonstige 0,5 %.
Im Gegensatz zu anderen Donau-Anrainerstaaten besitzt Ungarn keine größeren Wasserkraftwerke an der Donau. Dies liegt vor allem daran, dass der zusammen mit der Slowakei geplante Bau des Donauwasserkraftwerks Gabčíkovo-Nagymaros auf großen Widerstand der ungarischen Bevölkerung stieß. Danach wurden Pläne für weitere Wasserkraftwerke verworfen.
Das Kernkraftwerk Paks liegt 100 Kilometer südlich von Budapest direkt an der Donau; seine vier Kernreaktoren sind die einzigen in Ungarn. Das KKW ist der größte Arbeitgeber in der Region um Paks. Je ein Reaktor ging 1982, 1984, 1986 und 1987 ans Netz. Alle sind sowjetische Typen (WWER). Jährlich werden im Kernkraftwerk Paks zwischen 11.000 und 14.000 GWh Strom erzeugt. Die radioaktiven Abfälle werden im Lager Püspökszilágy zwischengelagert. Im Januar 2014 wurde mit dem russischen Rosatom-Konzern vereinbart, zwei zusätzliche Reaktorblöcke mit einer Leistung von bis zu 2 Gigawatt zu errichten.
Ungarn deckt einen erheblichen Teil des Strombedarfs durch Importe. 2020 standen bei einem Stromverbrauch von 46602 Gigawattstunden (GWh) Exporte von 7498 GWh Importen von 19176 GWh gegenüber.
2019 hatte Ungarn mit umgerechnet durchschnittlich 11,2 Cent je Kilowattstunde nach Bulgarien den zweitniedrigsten Strompreis für Privathaushalte in der EU. Die Strompreise für Geschäftskunden lagen knapp unter dem EU-Durchschnitt.
Bei weitem wichtigster Energieträger zur Wärmegewinnung ist Gas, 2020 betrug der Anteil 67 % (Biomasse 7,4 %, Kohle 6,4 %, Geothermie 5,4 %, Müllverbrennung 7,4 %, Kernenergie 1 %, Öl 0,04 %, Sonstige 5,4 %). Ungarn bezieht 80 bis 85 % seines Erdgases aus Russland. Dabei vereinbarte das Land 2021 mit Russland einen Vertrag über 4,5 Milliarden Kubikmeter Gas pro Jahr über 15 Jahre. Im April 2023 vereinbarte Ungarn mit dem russischen Konzern Gasprom, dass dieser über das vereinbarte Maß hinaus Gas an Ungarn liefern könne. Ungarn warnte die EU davor dieses Abkommen zu untersagen.

### Wasserwirtschaft
Wasserversorgung
Aufgrund seiner beckenartigen Struktur verfügt Ungarn im Vergleich zu anderen Staaten Mitteleuropas über relativ große Wasserressourcen, die bei ungefähr 120 Milliarden Kubikmeter Süßwasser im Jahr liegen. Davon entfallen jedoch 90 Prozent auf Flüsse, die außerhalb der Staatsgrenzen entspringen (Donau, Drau, Theiß). Das bedeutet, dass die Wasserqualität dieser Flüsse nur in begrenztem Ausmaß durch nationale Maßnahmen zu beeinflussen ist. Darüber hinaus hat Ungarn nationale Probleme, die vor allem aus der langjährigen Vernachlässigung der Abwasserbehandlung resultieren.
In Ungarn stammen 90 Prozent des Trinkwassers aus Grundwasserressourcen. Insgesamt beträgt die jährliche Wasserentnahmemenge etwa 5.500 Mio. m³, wovon etwa 85 % Oberflächenwasser und 15 Prozent Grundwasser sind. Die durchschnittliche Gesamtwasserentnahme pro Kopf liegt in Ungarn bei etwa 550 Kubikmeter im Jahr oder 1500 Liter pro Tag, was ungefähr dem Doppelten der Werte von Polen, Rumänien oder Tschechien entspricht und leicht über dem deutschen Verbrauch (500 m³/Jahr/Person) liegt. Von dieser Menge entfallen auf die öffentliche Wasserversorgung etwa 13 Prozent (195 l/Tag/Person), auf die Industrie und Energieerzeugung etwa 78 Prozent und auf die Landwirtschaft ungefähr 9 Prozent. Vor der Systemwende war der Wasserverbrauch noch bedeutend höher. Der deutliche Rückgang ist bedingt durch die Stilllegung von Bauxit- und Kohlebergwerken, den rückläufigen Bedarf der Industrie und den stetigen Anstieg der Wasserpreise, die seit 1990 von den Gemeinden festgelegt werden und durch den Abbau von Subventionen erheblich gestiegen sind. In Budapest zum Beispiel betrugen im Jahr 2004 die Gebühren für Trinkwasser 0,56 €/m³ und die Abwassergebühren 0,73 €/m³ (Umrechnungskurs vom 12. Mai 2004). Viele Kommunen wenden inzwischen außerdem einen progressiven Wassertarif an, der hohen Wasserverbrauch bestraft.
Abwasserentsorgung
Der Anteil der Haushalte, die an die öffentliche Kanalisation angeschlossen sind, liegt bei etwa 51 Prozent und betrifft etwa 60 Prozent der Bevölkerung. Die Quote der an das Kanalnetz angeschlossenen Haushalte schwankt jedoch je nach Größe der Stadt. In der Hauptstadt Budapest liegt sie bei etwa 90 Prozent, in anderen Großstädten Ungarns bei 75 Prozent. In mittelgroßen Städten erreicht die Anschlussquote 45 bis 50 Prozent, und in Dörfern liegt sie lediglich bei 35 Prozent. Der Anschluss ans Kanalnetz besagt allerdings noch wenig über die anschließende Aufbereitung des Wassers. Nur etwa ein Drittel der Bevölkerung ist bisher auch an Kläranlagen angeschlossen, von denen drei Viertel sowohl mit einer primären als auch sekundären Reinigungsstufe ausgestattet ist. Eine tertiäre Behandlungsstufe, in der Phosphor und Stickstoff entfernt werden, findet man nur in den wenigsten Anlagen. Die Abwässer derjenigen Haushalte, die nicht an ein öffentliches Kanalnetz angeschlossen sind, werden etwa zu einem Drittel dezentral behandelt, überwiegend in Kleinkläranlagen, meistens Mehrkammerabsetzgruben. Etwa 3200 Gemeinden in Ungarn haben überhaupt kein Abwassersystem und keine Kläranlage. Dagegen werden Industrieabwässer zu mehr als 90 Prozent ordnungsgemäß behandelt.
Jährlich fallen in Ungarn durch kommunale Abwässer über 100.000 Tonnen Klärschlamm in Trockenmasse an, die zum Großteil auf Deponien verfüllt werden, aber auch in der Landwirtschaft als Dünger zum Einsatz kommen oder kompostiert werden.

### Feuerwehr
In der Feuerwehr in Ungarn waren im Jahr 2019 landesweit 10.913 Berufs- und 19.965 freiwillige Feuerwehrleute organisiert, die in 151 Feuerwachen und Feuerwehrhäusern, in denen 1.040 Löschfahrzeuge und 108 Drehleitern bzw. Teleskopmasten bereitstehen, tätig sind. Der Frauenanteil beträgt zwei Prozent. In den Jugendfeuerwehren sind 2.412 Kinder und Jugendliche organisiert. Die ungarischen Feuerwehren wurden im selben Jahr zu 79.922 Einsätzen alarmiert, dabei waren 20.913 Brände zu löschen. Hierbei wurden 113 Tote von den Feuerwehren bei Bränden geborgen und 758 Verletzte gerettet. Der nationale Feuerwehrverband Magyar Tűzoltó Szövetség repräsentiert die ungarische Feuerwehr im Weltfeuerwehrverband CTIF.

### Rundfunk und Telekommunikation
Bis 2003 existierten in Ungarn Rundfunk- und Fernsehgebühren. Die Duna Médiaszolgáltató Zártkörűen Működő Nonprofit Részvénytársaság, kurz: Duna Média (etwa Donau Media Service Gesellschaft) ist seit 2015 die zentrale öffentlich-rechtliche Rundfunkgesellschaft Ungarns. Sie ist der einzige öffentliche Rundfunk-Dienstleister des Landes und entstand durch die Fusion der Duna Televízió (Regionales Fernsehen), Magyar Radio (Nationales Radio) und Magyar Televízió (Nationales Fernsehen). Produziert werden 2 Hauptfernsehprogramme (M1, M2) und etliche Sparten- und Regionalprogramme. Sämtliche Kanäle von MTV und Duna Televízió AG werden auch noch analog terrestrisch verbreitet.
Daneben existieren private Fernsehsender, die unter der Regierung Orbán mehrheitlich in den Besitz von ungarischen Medienunternehmen geraten sind. Dazu zählen Programme Magyar ATV, TV2, RTL Klub, Viasat 3, Hálózat Televízió und Spartenkanäle wie Minimax, Animax (Kinderkanäle), Hír TV (Nachrichtenkanal), TV Paprika (Gastronomie), Viasat History (Geschichtliche Dokumentationen), Spektrum Televízió (Technische Dokumentationen) und Ableger internationaler Fernsehkanäle (Viva, Music Television Hungary, National Geographic Channel, Nickelodeon, Eurosport, History Channel, Discovery Channel und viele andere). Duna TV, Duna II Autonómia, m2, TV Paprika und Budapest TV strahlen ihre Programme auch über Satellitenkanäle aus. Ein Ableger des Bezahlfernsehprogramms HBO ist HBO Hungary.
Viele Privat- und Regionalsender und Sender, die speziellen Zielgruppen oder Themen gewidmet sind, senden in Ungarn.
Die größte Telekommunikationsgesellschaft ist die Magyar Telekom. Sie war außerdem als T-Mobile in Ungarn aktiv. Weitere Telekommunikationsanbieter sind Vodafone Magyarország und Pannon GSM.
Im Jahr 2023 nutzten 91,5 Prozent der Einwohner Ungarns das Internet.

## Kultur

### Feiertage
Ungarn hat drei Nationalfeiertage (15. März, 20. August und 23. Oktober), Staatsfeiertag ist der 20. August. Die offiziellen Feiertage in Ungarn sind die folgenden Tage (an diesen Tagen sind die Geschäfte geschlossen, während sie sonst meistens auch sonntags geöffnet haben):
| Datum        | Bezeichnung      | Ungarischer Name  | Anmerkung                                                         |
| ------------ | ---------------- | ----------------- | ----------------------------------------------------------------- |
| 1. Januar    | Neujahr          | Újév              |                                                                   |
| 15. März     | Nationalfeiertag | Nemzeti ünnep     | Revolution und Unabhängigkeitskrieg 1848/49                       |
| –            | Karfreitag       | Nagypéntek        |                                                                   |
| –            | Ostersonntag     | Húsvétvasárnap    |                                                                   |
| –            | Ostermontag      | Húsvéthétfő       |                                                                   |
| 1. Mai       | Tag der Arbeit   | Munka ünnepe      | Beitritt zur Europäischen Union 2004                              |
| –            | Pfingstsonntag   | Pünkösdvasárnap   | Sonntag, 50 Tage nach Ostern                                      |
| –            | Pfingstmontag    | Pünkösdhétfő      |                                                                   |
| 20. August   | Staatsfeiertag   | Állami ünnep      | Feier der Staatsgründung und des Staatsgründers König St. Stephan |
| 23. Oktober  | Nationalfeiertag | Nemzeti ünnep     | Volksaufstand 1956; Gründung der dritten Republik Ungarn 1989     |
| 1. November  | Allerheiligen    | Mindenszentek     |                                                                   |
| 25. Dezember | Weihnachten      | Karácsony         |                                                                   |
| 26. Dezember | 2. Weihnachtstag | 2. Karácsonynapja |                                                                   |

Feiertage vor und nach der Wende
Zur Zeit der Volksrepublik gab es Feiertage, die mit dem kommunistischen Regime zusammenhingen: Der 21. März bezog sich auf die Ausrufung der Ungarischen Räterepublik 1919. Der 4. April wurde als „Tag der Befreiung (vom Faschismus)“ begangen, da an diesem Tag 1944 vorgeblich der letzte deutsche Soldat, durch das Eindringen der Roten Armee, Ungarn verlassen musste. Der 7. November wurde als der „Tag der großen sozialistischen Oktoberrevolution“, gefeiert.
Am 15. März war nur in den Schulen frei, und man befürchtete immer wieder Unruhen in den Kreisen der Jugend. An diesem Tag ist es auch heute noch üblich, eine Kokarde in den ungarischen Nationalfarben über dem Herzen zu tragen. Der 20. August wurde in den kommunistischen Jahren als „Tag der Verfassung“ bezeichnet und mit einer großen Militärparade begangen, ferner mussten die neuen Wehrpflichtigen ihren Eid ablegen. An diesem Tag findet heute immer noch eine Parade der Luftwaffe über der Donau in Budapest statt, heute legen aber an diesem Tag nur noch die jungen Offiziere ihren Eid ab, weil die allgemeine Wehrpflicht abgeschafft wurde. Die Feierlichkeiten am 20. August sind nun (wie vor 1948) eher historischer Natur, im Mittelpunkt stehen die Gedenkfeierlichkeiten um den ersten König Ungarns – überall in Ungarn gedenkt man Stephans des Heiligen, zu dessen Ehren Gottesdienste und Prozessionen abgehalten werden. Der Tag endet traditionell mit einem großen Feuerwerk in Budapest, das auch vom Fernsehen live übertragen wird. Der 23. Oktober durfte bis zur Wende nicht gefeiert werden. Am 1. Mai fand ein großer Aufmarsch der Arbeiter statt, der an einer Tribüne vorbeiführte, auf der die wichtigsten kommunistischen Parteifunktionäre standen. Heute finden nur noch Maikundgebungen statt. Einige kirchliche Feiertage (Allerheiligen und Pfingsten) gelten erst seit 1998 wieder als offizielle Feiertage.
Andere Feste und Feiertage
In Ungarn feiert man den Muttertag (Anyák napja) nicht wie in vielen anderen Ländern am zweiten, sondern bereits am ersten Sonntag im Mai. Am ersten Sonntag im Juni ist Pädagogentag, in der darauf folgenden Woche wird den Lehrern gratuliert.
Namenstage werden in Ungarn sowohl in der Familie als auch im Kreis der Freunde und Kollegen groß gefeiert, sie haben oft einen größeren Stellenwert als die Geburtstage. Inzwischen haben auch Feste aus den angelsächsischen Ländern (Halloween, Valentinstag) in Ungarn Einzug gehalten.
Die meisten Bräuche an den kirchlichen Feiertagen sind denen in anderen mitteleuropäischen Ländern ähnlich. Eine wichtige Tradition ist es, dass Männer am Ostermontag die Frauen mit Parfüm begießen (locsolkodás), was auf einen alten Brauch zurückzuführen ist. Früher war es vor allem auf dem Lande üblich, junge Frauen mit einem Eimer kaltem Wasser zu übergießen, damit sie nicht „verwelken“. Dieses Motiv ist in den meisten kleinen Osterreimen (locsoló vers) zu finden, die aus diesem Anlass gerne aufgesagt werden: Zöld erdőben jártam, kék ibolyát láttam, el akart hervadni, szabad-e locsolni? („Ich ging im grünen Wald und fand ein blaues Veilchen, es wollte verwelken, darf ich es begießen?“ eine andere Übersetzung: „Im grünen Wald war ich/Blaue Blumen sah ich/Sie wollten verwelken/Darf ich Dich begießen?“). Die Frauen müssen den Männern für das Begießen ein rotes Ei oder ein kleines Geschenk (Schokolade) geben. Heutzutage gibt man Kindern Kleingeld, Männern einen Schnaps dafür.

### Küche
Die ungarischen Speisen gelten im Vergleich zu anderen europäischen Speisen als relativ „schwere Kost“. Ein beliebtes Gericht der Ungarn (häufig als Nationalgericht tituliert) ist pörkölt (nicht zu verwechseln mit dem gulyás). Pörkölt wird nicht nur im deutschsprachigen Raum fälschlicherweise auch als Gulasch bezeichnet. Weltberühmt ist neben dem Paprika, der auch gemahlen als Gewürz besonders in der ungarischen und mittlerweile auch in ausländischen Küchen verwendet wird, der Tokajer (ung. tokaji), ein Wein aus dem Tokajer Weingebiet (ung. tokaji borvidék).

### Architektur
Einige der wichtigsten erhaltenen Bauten Ungarns sind im spätromanischen Stil erbaut. Sie sind stark von westeuropäischen Einflüssen (Rheinland/Köln) geprägt, etwa die Kirchen in Zsámbék und Ják (St. Georg) aus dem 13. Jahrhundert. In der Gotik sind besonders zwei- und dreischiffige Hallenkirchen aus dem 15. Jahrhundert charakteristisch. Unter König Sigismund (ung. Zsigmond) entstand in Buda ein Fürstensitz, den König Matthias Corvinus in florentinischem Stil ausbauen ließ. Eines der bedeutendsten Werke dieser Epoche ist das Schloss des Fürsten Esterházy in Fertőd, dessen Vorbild Schloss Versailles war. Mihály Pollack, einer der Hauptbaumeister des Klassizismus in Ungarn, stammte aus Wien. Miklós Ybl, der vornehmlich im Renaissancestil baute, ließ diese Epoche in Ungarn noch einmal aufleben (etwa beim Opernhaus in Budapest).
Imre Steindl errichtete 1885–1902 das Parlamentsgebäude in Budapest im neugotischen Stil, wodurch dieser in Ungarn wieder kurzzeitig in Mode kam. Um die Jahrhundertwende wurden vor allem in der Hauptstadt viele Bauten im Jugendstil errichtet, zum Beispiel das Blindeninstitut. In Kecskemét ist ein schönes Beispiel für den Jugendstil der Cifra Palota, 1902 nach den Plänen von Géza Márkus mit Fassadenschmuck aus Zsolnay-Keramik gebaut. Für den Baustil der Wohnhäuser in Budapest um die Jahrhundertwende sind Häuser mit Innenhof und offenen Gängen (gang) typisch; die Wohnungen in bürgerlichen Häusern ähneln sehr den heutigen „Altbauwohnungen“ in Wien. Sie sind vorwiegend in den linksufrigen Pester Bezirken am „Großen Ring“ (nagykörút) zu finden. In den Jahren der kommunistischen Herrschaft wurden diese Häuser (besonders im 7. und im 8. Bezirk) sehr vernachlässigt und viele befinden sich bis heute in heruntergekommenem Zustand (die meisten Substandardwohnungen befinden sich in diesen Bezirken). In den 1930er Jahren erbaute man mehrere Mustersiedlungen im Bauhausstil, vor allem auf dem Svábhegy (Schwabenberg) (im 12. Bezirk) zu finden.
Die kurz vor der Jahrhundertwende und vor der Wiener Stadtbahn errichtete erste U-Bahn-Linie Österreich-Ungarns führt vom Vörösmarty tér zur Mexikói út. Im Stadtwäldchen befinden sich das Széchenyi-Heilbad und der Zoo.
Nach dem Zweiten Weltkrieg bauten ungarische Architekten vorwiegend im Stil der Moderne. Der sozialistische Realismus kam nur während der stalinistischen Rákosi-Diktatur kurzzeitig zur Anwendung. Vor allem in den Außenbezirken der stark wachsenden Hauptstadt Budapest, aber auch in allen anderen Regionen, entstanden zur Minderung des Wohnungsproblems in der sozialistischen Zeit zahlreiche Plattenbauten (ungarisch panelház). Zu den größten Einzelbauten zählten das Faluház in Budapest und das 2016 abgerissene Magasház in Pécs. Daneben kamen auch Ziegel- und Betonbautechniken zum Einsatz. In den 1970er und 1980er Jahren stand nur die ungarische organische Architektur, zu deren Vertreter Imre Makovecz und György Csete zählten, der Architektur der Moderne entgegen. Der Einfluss internationaler Strömungen nahm in den 1980er Jahren immer weiter zu, da es nun erlaubt war, private Architekturbüros zu eröffnen und sich das Land wirtschaftlich zunehmend öffnete. Der neueste Trend ist die Errichtung von „Wohnparks“, Wohnanlagen mit guter Infrastruktur, deren Stil dem in den westeuropäischen Ländern ähnlich ist. Ein interessantes Bauprojekt war der Bau des neuen Nationaltheaters in Budapest nach den Plänen von Mária Siklós, das 2002 fertiggestellt wurde.
Die traditionelle Architektur auf dem Lande ist heute noch in einigen Ortschaften authentisch erlebbar, wie in Hollókő, das als Museumsdorf Teil des Welterbes der UNESCO ist. Die strohgedeckten Häuser in Tihany am Balaton sind ebenfalls denkmalgeschützt – im Ortskern dürfen Häuser nur in alter Bauweise errichtet werden. Die Vielfalt der ungarischen dörflichen Baukultur kann man im Freilichtmuseum in Szentendre sehen – hier wurden abgetragene Originalhäuser aus allen Gebieten Ungarns wieder aufgebaut und der Öffentlichkeit zugänglich gemacht.

### Malerei
Der bekannteste ungarische Maler des 15. Jahrhunderts war Michele Ongaro (auch Pannonio). Er arbeitete am Hof von Ferrara in Italien. Die ungarischen Maler des 17. und 18. Jahrhunderts arbeiteten ebenfalls hauptsächlich im Ausland. Im 19. Jahrhundert kam die nationale Historienmalerei auf (mit bekannten Malern wie Gyula Benczúr, Bertalan Székely, Mór Than). Miklós Barabás, einem Porträtisten, gelang es als erstem ungarischem Maler, im eigenen Land Anerkennung zu finden. Die Bilder von Mihály Zichy und von Géza Mészöly sind vor allem von der Romantik geprägt. Mihály Munkácsy verband in verschiedensten Kompositionen aus dem bäuerlichen Volksleben die den Impressionismus vorbereitende Freilichtmalerei mit realistischen Elementen. Ähnlich gestaltet sind auch die Werke von Pál Szinyei Merse.
Um die Jahrhundertwende erlangten die Künstlerkolonie Nagybánya, die von Károly Ferenczy geführt wurde, sowie einige andere Gruppen Bedeutung, hauptsächlich als Künstler einer realistisch gefärbten oder romantisierenden „Naturmalerei“. Die sozialistisch-realistischen Genre- und Historienmalerei war in den 1950er und 1960er Jahren besonders beliebt. Danach kamen unterschiedliche internationale Strömungen ins Spiel, hauptsächlich aber die Medienkunst und die abstrakte und realistische Malerei (beispielsweise Imre Bak oder Dóra Maurer). Mit Victor Vasarely, Zsigmond Kemény und László Moholy-Nagy stammen einige der führenden, im Ausland arbeitenden Künstler des 20. Jahrhunderts aus Ungarn. Heutzutage bekannte Maler aus Ungarn sind István Szőnyi, Jenő Barcsay, László Lakner und Aurél Bernáth.

### Musik
Aus Ungarn stammen wesentliche Beiträge zur europäischen Musikgeschichte. Zu erinnern ist an Komponisten wie Franz Liszt, Imre Kálmán, Franz Lehár, Leó Weiner, Ernst von Dohnányi, Béla Bartók, Zoltán Kodály und György Ligeti. Als bedeutende Dirigenten sind Antal Doráti, Ferenc Fricsay, Georg Solti und György Széll zu nennen, als bekannte Pianisten Géza Anda, György Cziffra, Andor Foldes, Zoltán Kocsis, und András Schiff und schließlich, als bedeutende Gesangssolisten, die Sopranistin Sylvia Geszty und der Tenor Sándor Kónya. In der Popmusik sind bekannte Namen Katalin Karády, Omega, Piramis, Kati Kovács, Locomotiv GT, Sarolta Zalatnay, Illés, Ákos Kovács und Magdolna Rúzsa. Moderne Volksmusik hat auch einige berühmte Interpreten wie: Márta Sebestyén, Muzsikás und Bea Palya. Europaweit bekannte Musikfestivals sind Sziget und Balaton Sound.
Ungarische Streichkapellen haben in der Musikkultur einen großen Stellenwert. Vom klassischen Quartett bis zu erweiterten Ensembles spielen sie bei Events und Festivitäten jeder Art auf und sind als Institution weithin bekannt. Diese Tradition wurde 2022 in die UNESCO-Liste des immateriellen Kulturerbes der Menschheit aufgenommen.

### Film
| Ungarische Kinospielfilmproduktion |        |
| Jahr                               | Anzahl |
| 1975                               | 19     |
| 1985                               | 21     |
| 1995                               | 19     |
| 2005                               | 26     |

Die ungarische Filmgeschichte begann Anfang des 20. Jahrhunderts, als etwa Michael Curtiz und Alexander Korda ihre ersten Filme inszenierten. In den turbulenten Jahren nach dem Ersten Weltkrieg, mit der Errichtung der kurzlebigen Diktatur von Béla Kun und auch nach der Abschaffung der Räterepublik im August 1919, flüchteten viele Ungarn ins Ausland – meist ins nahe Österreich. Auch zahlreiche Filmschaffende belebten in den 1920er-Jahren den österreichischen Film: neben den bereits erwähnten Michael Curtiz und Alexander Korda, die es später in Hollywood und Großbritannien zu Berühmtheit brachten, auch Schauspielstars wie Lucy Doraine, María Corda, Oskar Beregi, Vilma Bánky, Marika Rökk, Marta Eggerth oder auch der Filmtheoretiker Béla Balázs. Ebenfalls ungarischer Abstammung war der amerikanische Weltstar Tony Curtis.

### Presse
In Ungarn erscheinen 40 Tageszeitungen mit einer Gesamtauflage von 1,6 Millionen, was einer Käuferschaft von 194 Zeitungsexemplaren pro 1000 Einwohnern entspricht.
Die bekanntesten Tageszeitungen waren bzw. sind:
- Népszabadság (sozialdemokratisch, ehemals Presseorgan der Staatspartei, ca. 100.000 Exemplare, im Oktober 2016 eingestellt)
- Magyar Nemzet (rechtskonservativ, ca. 50.000 Exemplare, im April 2018 eingestellt)
- Magyar Hírlap (früher liberal, heute konservativ, ca. 25.000 Exemplare)
- Népszava (traditionell sozialdemokratisch, ca. 20.000 Exemplare)

Zu den bekanntesten Wochenzeitungen zählen das liberale Literatur- und Politikblatt Élet és Irodalom, die Wirtschaftszeitschrift Heti Világgazdaság (HVG), die bürgerlich-konservativen politischen Zeitschriften Heti Válasz und Demokrata, die liberalen politischen Zeitschriften 168 óra und Beszélő, die Frauenillustrierte Nők Lapja, das Rätselblatt Füles, die Zeitung Reformátusok Lapja der Reformierten Kirche, und die katholische Zeitschrift Új Ember. Das Boulevardblatt Blikk erfreut sich großer Popularität. Die satirische Zeitschrift Ludas Matyi wurde vor einigen Jahren eingestellt. Die Obdachlosenzeitung von Budapest heißt Fedél nélkül.

### Sport

#### Fußball

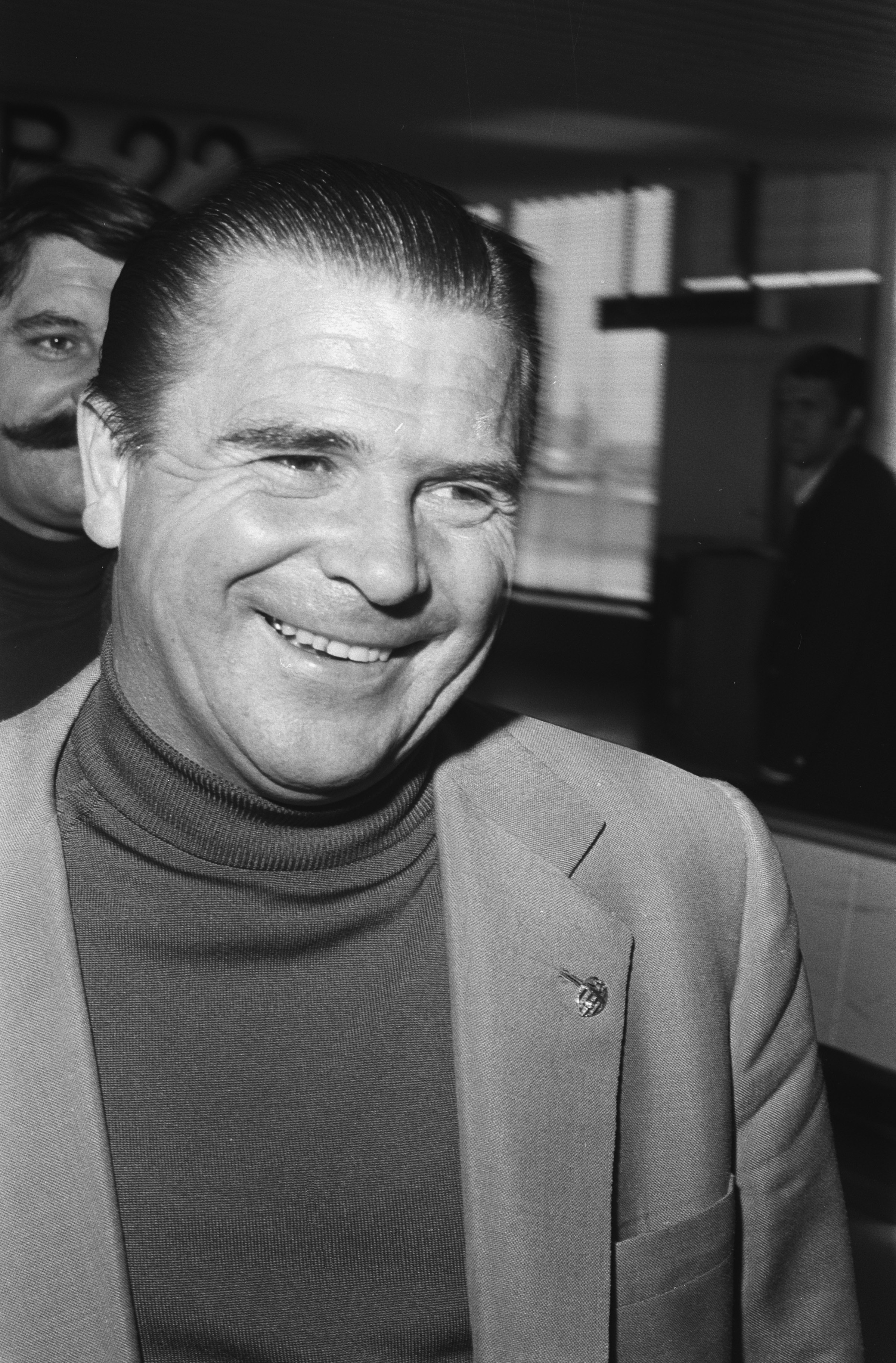
Ferenc Puskás

Fußball ist in Ungarn die populärste Sportart. Zwischen den 1930er und den 1960er Jahren zählte die ungarische Fußballnationalmannschaft zur Weltspitze. Insgesamt nahm Ungarn neunmal an Fußball-Weltmeisterschaften teil, bei Olympischen Spielen gewann Ungarn dreimal (1952, 1964, und 1968) die Goldmedaille. Bei der WM 1938 und der WM 1954 stand das Team (damals auch Aranycsapat, „Goldene Mannschaft“, genannt) im Finale und wurde Vize-Weltmeister. Das Finale der WM 1954 wird seither als Nationaltragödie behandelt, in dem das hoch favorisierte Ungarn gegen Deutschland 2:3 verlor. 1953 hatte Ungarn als erste Mannschaft überhaupt in England gewonnen, und das mit 6:3. Dieser Sieg galt als Symbol, dem darüber hinaus eine politische Deutung zugeschrieben wurde: Ungarn hatte eine „imperialistische“ Großmacht besiegt. Eine Symbolfigur dieser Mannschaft war Ferenc Puskás (Puskás Öcsi). Seit 1986 hat Ungarn allerdings nicht mehr an einer WM-Endrunde teilgenommen und in den letzten Jahren war die Nationalelf nicht mehr sehr erfolgreich. Erfolgreichster Verein ist Ferencváros Budapest, kurz Fradi, der neben 28 Meistertiteln auch als bis heute einziger ungarischer Verein einen internationalen Titel erringen konnte (1965 Gewinn des Messepokals (Vorläufer des UEFA-Pokals) durch ein 1:0 gegen Juventus Turin). Die höchste Spielklasse im ungarischen Fußball ist die Nemzeti Bajnokság I., die aufgrund von Sponsorenvereinbarungen wechselnde kommerzielle Namensgeber aufweist.

#### Wasserball
Als Nationalsport gilt in Ungarn auch Wasserball. Mit neun olympischen Goldmedaillen gilt das Land als das erfolgreichste in dieser Disziplin. Einer der Gründe für die Beliebtheit von Wasserball sind die zahlreichen Thermalquellen des Landes, aus denen sich später eine Wassersportkultur entwickelte. Nach dem ersten offiziellen Spiel am 30. Juli 1899 in Siófok am Balaton wurde Ungarn im Laufe der Jahre zu einer dominierenden Kraft im Wasserball. Für insgesamt 110 Spiele war die Wasserball-Nationalmannschaft in den Jahren 1928 bis 1932 unbesiegt und gewann 1932 bei den Olympischen Spielen in Los Angeles die erste Goldmedaille. In der kommunistischen Volksrepublik wurde der Wasserball staatlich gefördert. Ungarn gelang es bis 1980 bei jeden Olympischen Spielen Medaillen zu gewinnen, darunter auch 1956 Gold in Melbourne als Ungarn in der Finalrunde während des antisowjetischen Volksaufstands im sogenannten Blutspiel von Melbourne gegen die Sowjetunion gewann. Mit den Goldmedaillen in den Jahren 2000, 2004 und 2008 gelang Ungarn als zweite Mannschaft überhaupt das Triple. Bekannte Spieler waren Dezső Gyarmati, György Kárpáti und Tibor Benedek.

#### Olympische Spiele und Special Olympics
Bei den Olympischen Sommerspielen sind die ungarischen Sportler häufig erfolgreich, und Ungarn belegt nach Medaillen pro Einwohner in der Weltrangliste den dritten Platz. Der erste Sportler, der für Ungarn olympische Medaillen gewonnen hat, war der Schwimmer Alfréd Hajós, nach dem das Sportschwimmbad auf der Margareteninsel benannt ist. Besonders erfolgreich sind die Schwimmer (Krisztina Egerszegi, Tamás Darnyi, László Cseh, Ágnes Kovács, Katinka Hosszú), die Wasserballmannschaft, die Handballmannschaft der Frauen, die Fechter und die Fünfkämpfer. Ein legendärer Boxer war László Papp. Nach dem Turner Zoltán Magyar wurde eine Figur auf dem Pferd benannt: magyar vándor.
Special Olympics Ungarn wurde 1989 gegründet und nahm mehrmals an Special Olympics Weltspielen teil.

#### Weitere
Auch der Handball spielt in Ungarn eine wichtige Rolle. So sind bei den Männern die Vereine KC Veszprém und SC Szeged sowie bei den Frauen die Vereine Győri ETO KC und FTC Budapest regelmäßig in der EHF Champions League vertreten. Bekannte Spieler sind László Nagy, Nándor Fazekas, Tamás Mocsai und Ferenc Ilyés sowie Anita Görbicz und Katalin Pálinger. Als Trainer sind Lajos Mocsai und Ildikó Barna zu nennen.
Ungarn hat eine ganze Reihe herausragender Schachspieler hervorgebracht, darunter Rudolf Charousek, Géza Maróczy, László Szabó, Lajos Portisch und András Adorján. In jüngerer Zeit gehören Péter Lékó, Zoltán Almási und Judit Polgár zu den weltweit besten Schachspielern. Bei offiziellen Schacholympiaden hat Ungarn dreimal Gold gewonnen.
Seit 1986 werden auf dem Hungaroring Formel-1-Rennen zum Großen Preis von Ungarn ausgetragen. Eine zweite international bekannte Rennstrecke ist der Pannonia-Ring, auf dem vor allem Motorradrennen stattfinden. An der Formel 1 nahm in der Saison 2004/05 auch der Ungar Zsolt Baumgartner teil. Im Speedway sind die Rennbahnen in Miskolc, Debrecen und Szeged international bekannt.
Bekannt ist auch der ungarische Tischtennissport. Victor Barna konnte von den 1920er- bis zum Ende der 1930er-Jahre insgesamt 21 Weltmeistertitel gewinnen (fünf im TT-Einzel, sieben im TT-Doppel und neun WM-Titel mit der Mannschaft), was bis heute Weltrekord ist.
Die ungarische Eishockey-Nationalmannschaft qualifizierte sich für die Top-Division der Eishockey-Weltmeisterschaften 2009 und 2016. Die wichtigsten Teams der obersten Liga sind der Rekordmeister Ferencváros TC, Alba Volán Székesfehérvár, Dunaújvárosi Acélbikák (Dunaújváros), Győri ETO HC, DVTK Jegesmedvék und Újpest Budapest.